# Jirny
Jirny jsou obec v okrese Praha-východ, v blízkosti exitu 8 z dálnice D11. Rozkládá se asi dvacet dva kilometrů východně od centra Prahy a devět kilometrů jižně od města Brandýs nad Labem-Stará Boleslav. Žije zde přibližně 3 300 obyvatel.
Obec se skládá ze dvou místních částí, Jiren a Nových Jiren, které jsou od sebe vzdáleny 1,5 km. Osídlení na území místní části Jirny se datuje již do středověku, největšího rozvoje dosáhla obec v období první republiky. V současnosti se díky své poloze v těsné blízkosti a dobré dopravní dostupnosti z Prahy dále rozrůstá, zejména novou výstavbou rodinných domů na okrajích obce. Obec je plně občansky vybavená, díky dlouhé historii v ní lze nalézt významné památky, vyvíjí v ní činnost řada sdružení a spolků. S historií obce je spojena řada významných osobností. V blízkosti obce se rozkládá Klánovický les.

## Historie

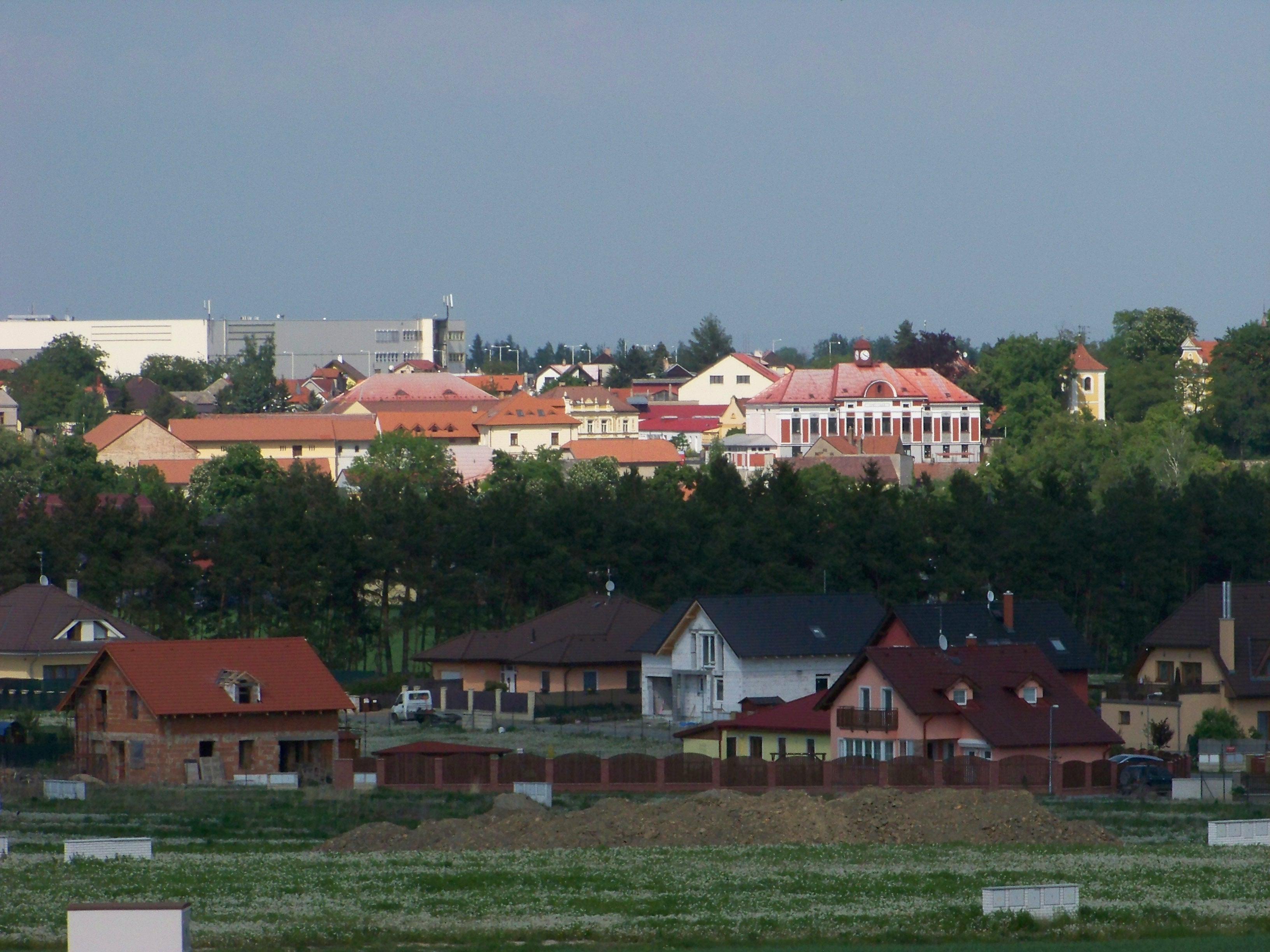
Pohled na Jirny z Tyršovy ulice v Šestajovicích

### Název
Jméno Jirny je odvozeno od osobního jména Juren (Jiren) a znamená Jirnův dvůr, odkazuje patrně na osobu jednoho z prvních majitelů vsi. V prvních písemných zmínkách o existenci obce je název ve tvaru Jureň či Jireň, tedy v mužském vzoru v jednotném čísle. V latinských zápisech bylo jméno zapisováno s počátečním písmenem G, tedy Giren či Gyren, později nejčastěji Girna, dále Gyrnau apod. Název Jireň zanikl v 15. století, kdy se začal prosazovat název v ženském rodě Jirna, v průběhu času se pak změnilo na současný množný tvar Jirny.
Vývoj pojmenování současné obce je komplikován tím, že od středověku až do třicetileté války se na území dnešních Jiren rozkládaly dvě samostatné obce, které měly až do roku 1458 různé majitele. Ke splynutí obou obcí došlo až během třicetileté války, kdy bylo zpustošeno či zaniklo více obcí v celém okolí, např. k jirenské tvrzi náležející ves Žák, která se rozkládala v dnešním Klánovickém lese. Existují také písemné prameny zmiňující existenci tvrze v Jirnech, ovšem různé formy zápisu jména obce dovolují několik výkladů jejího umístění v té které obci. Archeologické výzkumy ani studium pramenů nepřinesly jasné závěry, proto se liší také názory historiků nejen na geografické umístění tvrze, ale také na počet tvrzí (mohly být dvě, každá v jedné vsi), a také na pojmenování vsí. V současnosti se odborníci přiklánějí k této variantě:
V okolí návrší s kostelem se rozkládaly Jirny, zvané též Velké či Dolní Jirny. Na západním okraji obce, v okolí dnešního zámku, ležely Horní či Malé Jirny, zvané též Jiřenec, kde stála tvrz s poplužním a kmetcím dvorem. Rozlišení na Horní a Dolní Jirny nesouvisí s nadmořskou výškou, ale s polohou vsí podél toku Jirenského potoka – Horní ležely na horní části toku, Dolní na toku dolním. Po třicetileté válce došlo ke splynutí obou obcí, kdy byly Horní/Malé Jirny/Jiřenec zpustošeny a ujal se jednotný název Girna/Jirna. Místní jméno Jiřenec se postupně přestalo používat.
Po roce 1777 vznikla v blízkosti Jiren emfyteuticky nová osada, dnešní Nové Jirny. Tehdejší majitel jirenského velkostatku Alois Arioli zde založil poplužní dvůr zvaný Unterhof čili Dolní dvůr, jehož německý název zlidověl jako Utrhov. K panské myslivně a hospodě po roce 1800 přibyly i další usedlosti. Tato nová osada se nazývala Nowi Gÿrnau, později Klein Neu Jirna či Malé Jirny. Původní obec Jirny se pro lepší odlišení psala jako Staré či Velké Jirny. Od roku 1854 byly názvy úředně rozlišeny na Jirny Velké a Jirny Nové. Dnešní varianta pak zní pro původní středověkou ves Jirny a osadu z 18. století Nové Jirny. Tyto názvy byly úředně stanoveny 31. prosince 1920.

### Od středověku po třicetiletou válku
Nejstarší písemnou zmínkou o existenci vsi Jirny je k roku 1350 datovaná existence muže jménem Eyvan z Jiren, z čehož lze usuzovat již na dřívější existenci obce. Trvalé osídlení v areálu současné obce mohlo existovat již v 10. století, neboť Jirny leží v oblasti již od pravěku osidlované, o čemž svědčí archeologické nálezy ze záchranných archeologických výzkumů. Tyto výzkumy provádělo v posledních letech Archeologické oddělení Městského muzea v Čelákovicích v návaznosti na stavební činnost v lokalitě Za panskými stodolami v areálu zemědělského družstva, a při stavbě rodinných domů na okrajích obce.
Jirenské obce a přilehlé panství však nepředstavovaly výjimečně významný či výnosný majetek a v průběhu staletí se majitelé panství, později zámku s hospodářským dvorem, často střídali. Zmíněni tedy budou pouze majitelé nejzajímavější, ať již pro dějiny obce, tak z obecného historického hlediska.
Roku 1367 došlo k rozdělení vsi mezi dva pražské patricije, a to Jakše Bolkova z rodu Velfloviců a Peška z Klučova z rodu Olbramoviců. Došlo tedy k prvnímu známému rozdělení dvou vsí na dnešním území obce. K roku 1389 je datována první zmínka o kostele, na kterém vykonával podací právo (tj. jmenování faráře) Mikuláš z Klučova na Jirnách, potomek Peška z Klučova. Prvním dokladem o existenci vsi jménem Jiřenec (tedy tzv. Horních či Malých Jiren) je roku 1397 jmenovaná Kačka z Jiřence se dvěma syny.
V období husitských válek prošlo obcí vojsko římského císaře Zikmunda při svém tažení na Prahu. Od 16. do 21. května 1434, před bitvou u Lipan, leželo mezi Jirny a Šestajovicemi táborské vojsko Jana Čapka ze Sán v počtu 9 000 osob, které se odtud 22. června 1434 vydalo na Český Brod a dále k Lipanům.
V pohusitské době byli krátkodobě majiteli Jiren příslušníci nejmocnějších rodů Českého království. V letech 1464 až 1465 byl majitelem poloviny panství Jiřík ze Stráže, příslušník vedlejší větve rodu Vítkovců. V téže době patřila blíže neurčená část jirenských majetků Jaroslavu Plichtovi ze Žerotína a jeho zeti Mikuláši Hasištejnskému z Lobkovic. Roku 1543 se majiteli panství stal Pavel Severin z Kapí Hory, staroměstský měšťan a výrazná osobnost té doby. Byl majitelem Kampovy tiskárny na Starém Městě, kde roku 1529 a 1537 tiskl dvě vydání tzv. Kapíhorské bible české (zvané též Severýnova bible či Severýnka). V tiskárně také vytiskl nejstarší českou kuchařku, český překlad děl Martina Luthera a další významné a cenné tisky. Do českých knih uvedl obsah jako „seznam nadpisů kapitol knihy s odkazem (někdy i bez něho) na stranu, list nebo odstavec“.
Dalším významným majitelem Jiren byl pak v době stavovského povstání Tomáš Had z Proseče, aktivní účastník povstání a proticísařského odboje. Pro tuto činnost byl roku 1623 pokutován a odsouzen k manství. Nedopatřením však rozsudek nebyl potvrzen císařem a Tomáš Had z Proseče si tak své majetky udržel. Po jeho smrti roku 1624 se majitelkami Jiren staly tři Tomášovy sestry, Anna Marie Skalská, Lidmila Kořenská a Prudencie, které však záhy z náboženských důvodů odešly ze země, čímž jejich majetek propadl koruně a Jirny byly připojeny ke komornímu panství Brandýs nad Labem. Jirny však byly téměř vzápětí zastaveny Sigmundovi hraběti z Wolkensteina a Rödeneka, roku 1656 pak byly císařem dědičně postoupeny Janu Jakubovi hraběti z Brandýsa, císař si však na panství vyhradil právo myslivosti.
Během třicetileté války byly jirenské vsi i široké okolí silně postiženy boji a přechody armád. Roku 1639 byla v sousedních Šestajovicích a Nehvizdech kvartýrem švédská armáda, která drancovala v celém okolí. Obyvatelé blízkých vsí proto opouštěli domy a ukrývali se v blízkém lese Vidrholci (dnešní Klánovický les). V této době také zanikla ves Jiřenec v západní části dnešní obce a došlo k trvalém spojení obou částí a majetků v jeden se společným názvem Jirny (v tehdejší podobě Jirna).

### Od třicetileté války po rok 1848

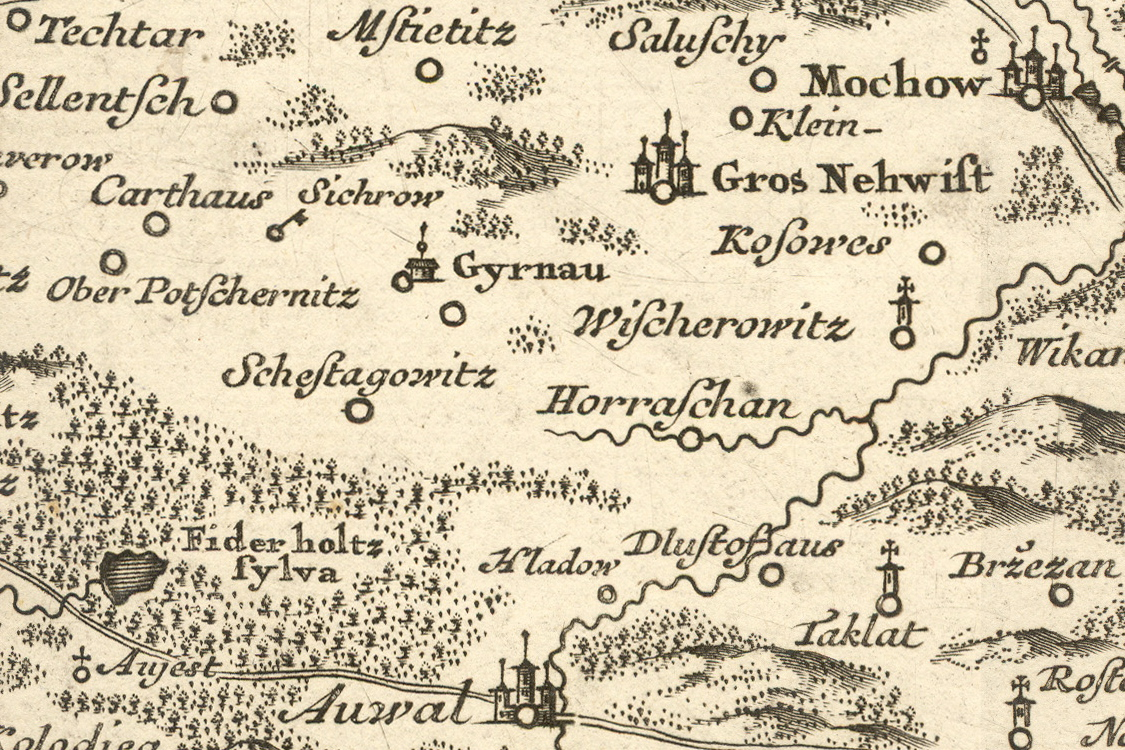
Jirny na Müllerově mapě Čech z roku 1720

Majitelkou jirenského panství, značně poškozeného skončenou válkou, se roku 1679 stala Rosina Anna z Gräfenberka, která Jirny přinesla jako věno svému manželovi Janu Kristiánovi hraběti Stubickovi z Königsteina,jenž byl císařským komořím, dvorním a komorním radou. Rosina Anna a Jan Kristián byli zřejmě také staviteli tzv. Starého zámku, stavěného pravděpodobně na místě někdejší středověké tvrze v zaniklé obecní části Jiřenec. Stavbou zámku se však Stubickové silně zadlužili, proto byly Jirny 21. 5. 1701 vydraženy za 48 000 rýnských zlatých. Novou vrchností se stal panenský klášter zákona sv. Dominika u sv. Anny a sv. Vavřince na Starém městě Pražském. Dominikánky si z jirenského zámku zřídily letní byt a ozdravovnu pro členky řádu. Za jejich působení došlo také ke změnám v poddanství a robotních povinnostech jirenských osedlých. Převorka Febronie Josefa Hýzrlová z Chodů založila roku 1714 gruntovní knihu, do níž byly podrobně zaneseny všechny povinnosti poddaných k vrchnosti. Klášter se však v průběhu 18. století dostal do těžkých dluhů a jirenské panství bylo opět vydraženo za 61 200 zlatých Janem svobodným pánem Kocem z Dobrše. Vdova po něm pak roku 1795 prodala Jirny Tereziánskému ústavu šlechtičen, a to již za 110 000 zlatých.
Od konce 18. století se majitelé panství rychle střídali, důvodem ke koupím a prodejům byly jak spekulace, tak i zadlužení majitelů panství. Ke stabilizaci poměrů došlo až roku 1805, kdy Jirny získal už za 250 000 zlatých pražský podnikatel Jakub Veith, který později panství daroval věnem dceři Kláře, provdané za Martina Wagnera. Rodina Veithů a především Wagnerů se zasloužila o značný rozvoj a rozkvět panství. V jejich době byl kompletně přebudován a modernizován zámek, od té doby zvaný Nový zámek. Z bývalé ovčírny v zámeckém hospodářském dvoře byl roku 1836 zřízen jeden z prvních cukrovarů v Čechách, dále byl zřízen pivovar a rozšířena činnost dalších hospodářských oblastí, např. chovu ovcí. V zámeckém hospodářství bylo zaměstnáno množství jirenských obyvatel.

### Od roku 1848 po rok 1945
I přes zrušení poddanství a roboty roku 1848 a zřízení obecních samospráv byl pro život a dění v obci dlouho určující vztah obyvatel k majitelům zámku a přilehlého hospodářství. Po manželích Wagnerových se majitelkou stala jejich dcera Rosalie hraběnka z Wallernstädtu, která navázala na hospodářskou i stavební činnost rodičů. Za jejího působení byl zámek přestavěn do současné podoby a vyzdoben cennou výmalbou od Josefa Navrátila. Jejím přičiněním také byla přeložena železniční dráha a stanice dále od obce, směrem ke Mstěticím (hraběnka se obávala škodlivého vlivu kouře z parních lokomotiv na vzácné rostliny, pěstované v zámeckém parku). Vzdálenost dráhy od obce z dlouhodobého horizontu zabránila většímu rozvoji Jiren. Železniční dráha na sever od obce byla slavnostně otevřena 4. 10. 1873. Naopak činem i dnes chvályhodným je např. finanční příspěvek jirenskému sboru dobrovolných hasičů, který věnovala při jeho založení. Za odměnu byla jmenována čestnou členkou sboru.
I přesto, že se Wagnerovi a Rosalie hraběnka z Wallernstädtu těšili u obyvatel obce značné popularitě, byl jirenský zámek s hospodářstvím roku 1890 prodán Františku Zvěřinovi, výrobci proslulé pražské šunky, a to za plných 480 000 zlatých. Ve stále stoupající ceně za majetek vidíme téměř nepřetržitý hospodářský vzestup jirenských majetků, a to od konce třicetileté války. Téměř dvojnásobná suma, za kterou byl majetek v roce 1890 v porovnání s rokem 1805 prodán, svědčí o znamenitých schopnostech majitelů z rodiny Veithů a Wagnerů jako hospodářů. Od Františka Zvěřiny pak hospodářství roku 1910 zakoupila za astronomickou sumu 2,6 milionu Kč rodina Passerů, potomci rodiny Wagnerů, od nich pak roku 1926 statkář Václav Straka a od něj pak roku 1931 Rudolf Josef Zubr, pražský továrník a velkoobchodník. V majetku rodiny Zubrovy pak zámek a hospodářství zůstaly až do znárodnění v roce 1948.
V roce 1843 žilo v Jirnech a Nových Jirnech 1 110 obyvatel. Z toho byli: 2 pekaři, 2 bednáři, 1 sládek, 3 krupaři, 1 zednický mistr, 1 mlynář, 1 sedlář, 4 šenkýři, 4 kováři, 6 krejčích, 6 ševců, 1 truhlář, 1 kolář, 1 pokrývač a 1 malíř. K těmto řemeslníkům dále patřilo 21 dělníků a 18 učedníků. Ve vsi působil též vrchnostenský lékař a dvě porodní báby.
Zlepšování životních podmínek nejen z místního, ale i z celospolečenského hlediska, pak zapříčinilo růst počtu obyvatel a také rozvoj ekonomického, společenského, spolkového a kulturního života. Dne 1. března 1913 byl v obci zřízen poštovní úřad a 1. února 1915 četnická stanice. Roku 1921 se projevilo společenské pnutí ve formě stávky dělníků na jirenském velkostatku. Roku 1924 bylo do vsi zavedeno elektrické osvětlení proudem z elektrárny v Dražicích nad Jizerou a v témže roce byla na velkostatku provedena tzv. první.pozemková reforma, kdy bylo rozděleno 138 ha zemědělské půdy mezi 136 zemědělců a obec, jež získala 15 ha. Roku 1925 bylo do Jiren dovedeno telefonní spojení. Od roku 1927 (do roku 1977, kdy bylo pro nezájem zrušeno) hrálo v Jirnech kino, a to zásluhou biografického odboru TJ Sokol Jirny. Do roku 1942 byly filmy promítány v sokolské tělocvičně, posléze v sále hostince U Masáků. Roku 1930 byla v obci založena obecní knihovna.
V obcích Jirny a Nové Jirny byly v roce 1932 evidovány tyto živnosti a obchody: lékař, autobusový dopravce, nákladní dopravce, autodrožka, biograf, Sokol, výroba cementového zboží, 2 cukráři, 2 drogerie, 2 holiči, 6 hostinců, klempíř, kolář, konzum, 2 kováři, 4 krejčí, obchod s kůží, lakýrník, výroba lihovin, továrna na likéry, malíř, obchod s obuví Baťa, 4 obuvníci, obchod s ovocem a zeleninou, 2 obchody s papírem, 3 pekaři, 4 rolníci, obchod s rybami, 3 řezníci, sedlář, 8 obchodů se smíšeným zbožím, spořitelní a záložní spolek pro Jirny, 2 švadleny, 3 trafiky, 2 truhláři, 2 velkostatky, velkoobchod s vínem, 3 zahradnictví.
I v průběhu 19. a 20. století byl život obce ovlivněn válečnými ději. Roku 1866 prošli vsí Prusové, kteří postupovali zemí po bitvě u Hradce Králové. K obyvatelům se však v souladu s rozkazy chovali slušně, obec jim pouze byla povinna za úplatu dodat seno a oves a osedlí pak poskytnout přípřež pro další přesun. Silněji zasáhla obecní život první světová válka, a to nejen všeobecným zhoršením životním podmínek v českých zemích a útlumem společenského života, ale především odvodem většiny mužů do armády. V této válce padlo celkem 28 občanů obou částí obce, devět bylo nezvěstných. 26 jirenských občanů bojovalo jako legionáři na různých frontách. Při mobilizaci v září 1938 bylo na polích při cestě do Nehvizd zřízeno polní letiště leteckého pluku z blízkých Kbel, které však nebylo prakticky využito. Německá armáda se pak ve vsi vyskytla v průběhu druhé světové války celkem třikrát. Poprvé na jaře 1939, kdy byl štáb zřízen na zámku a kasárna v hostinci U Antošů. Podruhé v obci pobývala armáda na podzim 1939. Naposledy pak v březnu a dubnu 1945, odkud odcházeli branci vyššího věku na Berlín. Několik občanů Jiren také přišlo během války o život v koncentračních a vyhlazovacích táborech, další byli popraveni. Jirenské obce byly osvobozeny 9. 5. 1945 Rudou armádou.

### Od roku 1945 po rok 1989
Poválečný a následně poúnorový vývoj se v Jirnech nijak nelišil od vývoje v obcích podobného typu v celém Československu. Valná většina obyvatel obce se vždy zabývala zemědělskou činností a na zemědělství byl kladen hlavní důraz i po roce 1945, potažmo roce 1948. Naproti tomu ostatní oblasti života byly v jeho stínu a celkově lze říci, že život v obci začal ve srovnání s 19. stoletím a s počátkem 20. století upadat a posléze stagnoval. Tento fakt se projevil také na snižování počtu obyvatel Jiren, kdy zejména mladší lidé odcházeli za lepšími pracovními i životními možnostmi od blízké Prahy. Do 90. let 20. století došly Jirny s velkým zemědělským provozem, ale naopak se zanedbanou infrastrukturou a s chybějícími sítěmi (plynovod, vodovod, kanalizace, kabelová elektrifikace, telefonní linky apod.) a domy ve špatném či přímo dezolátním stavu.
Již v roce 1946 byla v Jirnech zřízeno Zemědělské strojní družstvo Jirny, které svým členům zajišťovalo přístup k zemědělským strojům a zlepšení mechanizace zemědělských prací. Jednotné zemědělské družstvo bylo v obci založeno 13. července 1949, kdy bylo na valné hromadě členů zvoleno první předsednictvo. Přípravný výbor působil na Místním národním výboru již od dubna 1949. Za členy družstva byli kromě zemědělsky činných a majitelů pozemků přijati také lidé mimo zemědělství a také členové družstevní prádelny při strojním družstvu. Malý objem pozemků, zvířat i strojů, se kterými mohlo družstvo nakládat, se od začátku projevoval ve finančních obtížích, se kterými se družstvo potýkalo. V šedesátých letech dokonce družstvo nedisponovalo financemi na pokrytí mezd zaměstnanců. Roku 1952 jednotné zemědělské družstvo přešlo k tzv. III. typu hospodaření, kdy museli družstvo opustit formální členové a jedinci bez zemědělského majetku. Roku 1963 bylo jirenské družstvo sloučeno v družstvem šestajovickým v JZD Šestajovice-Jirny. V souladu s dobovým trendem extenzifikace zemědělského hospodaření došlo v polovině 70. let ke sloučení JZD Šestajovice-Jirny s družstvy v sousedních obcí v mamutí JZD Květen Nehvizdy se sídlem v Šestajovicích, které zaniklo v roce 1992. Kromě hospodaření na tisících hektarech zemědělských ploch a chovu tisíců kusů dobytka a prasat disponovalo družstvo moderními stroji a mechanizací, přidruženými výrobami v Šestajovicích a Vyšehořovicích a také těžilo písek. V obci byly postaveny byty pro členy družstva.

### Od roku 1989
Do doby po sametové revoluci tak obec vstupovala s dluhem v oblasti infrastruktury a veřejných investic. Cílem nových zastupitelstev proto bylo tento dluh umazat a také vyrovnat propastný rozdíl mezi životem na vsi a ve městě, v Jirnech umocňovaný blízkostí hlavního města. Již v roce 1992 byla dokončena první etapa výstavba vodovodu, napojování částí obce na vodovod pokračovalo i v následujících letech. Roku 2001 byla obec kompletně plynofikována. Roku 2003 byla dokončena výstavba splaškové kanalizace. V roce 1993 se do nově zrekonstruovaného domu čp. 9 na Brandýské ulici, zhruba ve středu obce, přesunut Obecní úřad, později i obecní knihovna a pošta. V roce 1993 také začaly práce na přípravě územního plánu, který byl po komplikacích a přerušeních schválen roku 2001. V roce 1995 byly schváleny a přijaty obecní znak a prapor. V roce 1996 začala výstavba obecních sociálních bytů v počtu 6 bytových jednotek. V roce 2003 byl u dálnice D11 vybudován protihlukový val a toho roku byla také schválena změna územního plánu, na jejímž základě byly na ploše dvaceti hektarů na severním okraji obce vybudovány sklady firmou Lettenmayer & Partner. V průběhu let se také zastupitelé věnovali oblasti školství, sportu, kultury a obecně společenského života. Od roku 2003 pak narůstá počet obyvatel obce, zejména díky nové, rozsahem adekvátní výstavbě rodinných domů na okrajích obce.

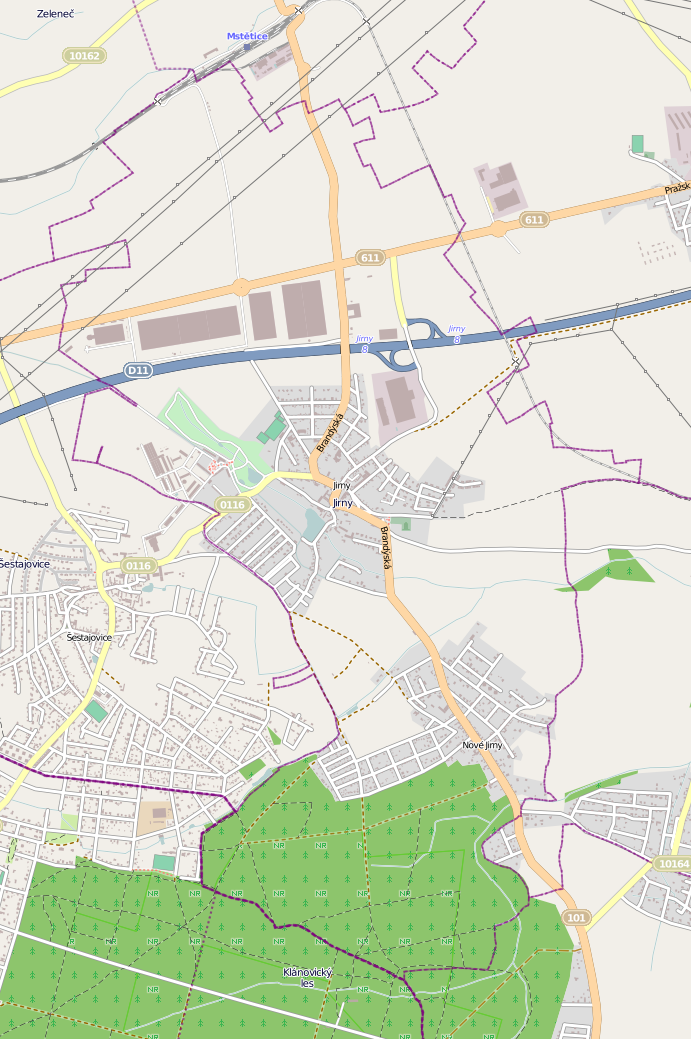
Katastrální území Jirny

### Územněsprávní začlenění
Dějiny územněsprávního začleňování zahrnují období od roku 1850 do současnosti. V chronologickém přehledu je uvedena územně administrativní příslušnost obce v roce, kdy ke změně došlo:
- 1850 země česká, kraj Praha, politický okres Karlín, soudní okres Brandýs nad Labem[5]
- 1855 země česká, kraj Praha, soudní okres Brandýs nad Labem[5]
- 1868 země česká, politický okres Karlín, soudní okres Brandýs nad Labem[5]
- 1908 země česká, politický i soudní okres Brandýs nad Labem[6]
- 1939 země česká, Oberlandrat Mělník, politický i soudní okres Brandýs nad Labem[7]
- 1942 země česká, Oberlandrat Praha, politický i soudní okres Brandýs nad Labem[8]
- 1945 země česká, správní i soudní okres Brandýs nad Labem[9]
- 1949 Pražský kraj, okres Brandýs nad Labem[10]
- 1960 Středočeský kraj, okres Praha-východ[11]
- 2003 Středočeský kraj, okres Praha-východ, obec s rozšířenou působností Brandýs nad Labem-Stará Boleslav

## Přírodní poměry
Jirny se rozkládají v nadmořské výšce 250 metrů. Obcí protéká od severozápadu k jihovýchodu Jirenský potok, který původně ležel na okraji vsi, v současnosti rozděluje obec na dvě části – na severovýchod od toku potoka se rozkládá větší část obce, zahrnující původní osídlení, na jihozápad od toku potom osídlení mladší, převážně novodobé. Na toku potoka leží soukromý Návesní rybník, v zámeckém parku pak další dva menší rybníky. Jirenský potok spadá do povodí Labe, jeho prostřednictvím náleží Jirny do úmoří Severního moře.

### Českobrodský bioregion
Jirny leží v Českobrodském bioregionu. Geologické podloží Jiren tvoří z naprosté většiny mezozoické horniny (pískovce a jílovce), na severním okraji katastru je podloží tvořeno kvartérními hlínami, spraši, písky a štěrky, na jihu zasahují do katastru obce nemetamorfované, nezvrásněné paleozoické horniny – břidlice, droby, vápence a křemence. Z geomorfologického hlediska spadají Jirny do Středolabské tabule. Ta náleží do České tabule a jejím prostřednictvím do geomorfologické provincie Česká vysočina. Česká vysočina je součástí Hercynských pohoří Hercynského systému, která vznikla při hercynském vrásnění před 350–250 miliony let, v období prvohor a druhohor. Půdním typem je hnědozemě, s ní spojená zemědělská činnost byla určujícím oborem obživy obyvatel bioregionu až do 20. století. Původním typem lesního porostu je v této oblasti bukodubový typ, dnes jej částečně představuje blízký Klánovický les, který je také unikátním příkladem přirozeného částečně podmáčeného dubového lesa. Jirny leží v oblasti s převládajícím západním prouděním vzduchu s občasnými inverzními projevy a expozičním klimatem. Klimaticky spadají do teplé podoblasti T2 České kotliny, která se vyznačuje dlouhým, suchým a teplým létem, velmi krátkým přechodným obdobím a mírně teplým až teplým jarem a podzimem, krátkou, mírně teplou a suchou až velmi suchou zimou. Z biotického hlediska leží Jirny v mezofytiku s kolinním až suprakolinním vegetačním stupněm. Díky lidské činnosti v tomto bioregionu převažuje kulturní step, původní lesní bukodubový porost se vyskytuje pouze na zlomku bioregionu a často požívá různého stupně ochrany (Přírodní rezervace Klánovický les). Fauna regionu je hercynského typu, silně ochuzená, se západními vlivy. V regionu převažují agrokulturní porosty.

### Přírodní památky
Na hrázi Návesního rybníka roste stromořadí staletých lip, které jsou chráněny státem. Dalším chráněným stromem je jírovec maďal, rostoucí před zvonicí na kostelním návrší. Do jižní části katastrálního území zasahuje část přírodní rezervace Cyrilov.

## Urbanistický vývoj
Katastr obce sousedí na jihu s Klánovickým lesem a samotnými Klánovicemi, na západě se Šestajovicemi a Horními Počernicemi, na severu se Zelenčem a Nehvizdy a východně s Horoušany a s Úvaly.
Obec má půdorys hvězdice, z níž vycházejí komunikace paprsčitě do všech směrů. Nejstarší osídlení se rozkládá podél ulic Brandýské, K Lesu a Zámecké. V těchto lokalitách se rozkládaly dvě nejstarší doložené středověké vsi, Jirny a Jiřenec, k jejichž spojení do jediné komplexní obce, jak se dochovala dodnes, došlo během třicetileté války. Novější výstavba, a to již od počátku 20. století, tuto síť narušuje vnitřními příčkami ulic, což lze nejlépe vidět na výstavbě z první půle 20. století na severním okraji obce, směrem k dálnici D11/Brandýsu nad Labem. Díky dobré dostupnosti do Prahy jak autem, tak hromadnou dopravou, blízkosti Klánovického lesa s možnostmi rekreačního vyžití a typickým vesnickým charakterem středu obce jsou Jirny poměrně žádanou lokalitou pro novou bytovou výstavbu. Výstavba po roce 1989 se díky uvážlivé regulaci a územnímu plánování v katastru obce podařila udržet na mírné úrovni. Výstavba probíhá pouze ve formě rodinných domů, pravidelně rozmístěných v pravoúhlých ulicích, a to na západním okraji obce směrem na Šestajovice, na jižním okraji směrem na Nové Jirny a Úvaly a na východním okraji v lokalitě Na Výsluní. Praha je také pro většinu obyvatel spádovou oblastí v oblasti vzdělání a pracovních příležitostí.

## Obyvatelstvo
Demografický vývoj obce lze až do roku 1603 pouze odhadovat na základě obecného vývoje a nepřímo podle zmínek v písemných pramenech různého typu. Podle berního přiznání Jana z Proseče, tehdejšího majitele jirenského panství, z roku 1603 žilo v Jirnech a Žáku 22 osedlých, 1 farář a jeden ovčák se dvěma pacholky. Skutečný počet osob reálně v obci žijících však byl daleko vyšší. Osedlý byl berní jednotka, rovnající se jednomu sedlákovi nebo čtyřem chalupníkům nebo osmi zahradníkům. Pro přepočet na skutečný počet se uvádí číslo 10 až 30 osob na jednoho osedlého, do nichž jsou zahrnuty ženy, děti, starci či pacholci. V roce 1603 tak mohlo ve vsích Jirny a Žák žít 220–660 osob, jeden farář a jeden mistr ovčácký se dvěma pacholky. Roku 1615 žilo v obou vsích již 26 osedlých. Zlomem v demografickém vývoji byla třicetiletá válka, během níž výrazně poklesl počet obyvatel a změnila se demografická struktura v téměř celé Evropě. Války vždy tvořily zlomové momenty ve vývoji počtu obyvatel, a to až do 20. století. Během této války zanikla ves Žák, ves Jiřenec (Horní či Malé Jirny) byla silně zpustošena a přičleněna k Jirnům (Dolním či Velkým). K roku 1654 se v obci uvádí patnáct hospodářských usedlostí, z toho však pouze pět bylo vhodných k užívání a plných deset bylo označeno jako zpustlé.
Počet obyvatel obcí Jirny a Nové Jirny
| Rok            | 1843 | 1890 | 1920 | 1930 | 1940 | 1980 | 2003 | 2009 | 2010 |
| -------------- | ---- | ---- | ---- | ---- | ---- | ---- | ---- | ---- | ---- |
| Počet obyvatel | 1110 | 1166 | 1388 | 1887 | 2320 | 1457 | 1345 | 2012 | 2036 |
| Počet domů     | –    | –    | 207  | 352  | 463  | 506  | 521  | 979  | 1024 |

Jak jde vidět v tabulce výše, počet obyvatel a domů se stanovoval pro obě části obce dohromady. Počet obyvatel dosáhl maxima v roce 1940, kdy v obci žilo 2320 obyvatel. Velký nárůst počtu obyvatel lze sledovat v rozmezí let 1890 až 1930 a poté od roku 2003. Tabulka také v počtu domů dokládá změnu životního stylu, kdy dnes žije v jednom domě menší počet lidí, v naprosté většině případů jde o tzv. nukleární rodinu. V minulosti žilo v jednom domě více osob, šlo o tzv. tradiční rodinu či spíše domácnost, která mimo rodiče, děti, případně prarodiče a jiné příbuzné zahrnovala také čeleď, podruhy a další obyvatele, a ve větší míře než dnešní rodina byla samostatnou ekonomickou jednotkou.
Roku 1799 je v Jirnech doložena také přítomnost Židů, a to v osobě Jakuba Löwensteina, který v tzv. flusárně vyráběl draslo. Flusárna byl malý dřevěný domek na břehu Návesního rybníka, dnes již neexistující. Název domku je odvozen od slova der Fluss, německého výrazu pro draslo, kterému se říkalo také potaš či salajka. Jde o uhličitan draselný, základní surovinu pro výrobu skla. Výroba drasla byla poměrně nečistá, proto se jí, podobně jako činěním kůží, zabývali především Židé. Tato řemesla navíc nebyla svázána přísnými cechovními regulemi, proto poskytovala pracovní příležitost pro jinak z nejrůznějších hledisek přísně omezované židovské obyvatele. Jakub Löwenstein koupil flusárnu od vrchnosti na konci 18. století. Po zrušení výroby drasla v 19. století sloužila flusárna jako modlitebna pro nepříliš početnou židovskou populaci z Jiren i z okolních obcí Nehvizd, Šestajovic a Úval, a to až do roku 1913, kdy byl domek zakoupen rodinou Passerových, majiteli zámku a hospodářství, jako ubytovna pro jejich zaměstnance.

## Doprava

### Dopravní síť
Obcí prochází silnice II/101 v úseku Říčany – Úvaly – Jirny – Brandýs n. L. – Čelákovice. Okolo obce prochází dálnice D11 s exitem 8 (Jirny). Územím obce prochází silnice II/611 Praha – Jirny – Sadská – Poděbrady – Hradec Králové.
Železniční trať ani stanice na území obce nejsou. Nejbližší železniční stanicí jsou Mstětice ve vzdálenosti 2,5 km ležící na trati 231 v úseku z Prahy do Čelákovic.

### Veřejná doprava 2020
K 1. lednu 2020 obcí projížděly tyto příměstské autobusové linky PID (Pražské integrované dopravy):
- 343 Nádraží Klánovice-sever – Horoušany, Horoušánky
- 344 Černý Most – Horoušany, U rybníka
- 353 Černý Most – Horoušany, Horoušánky
- 655 Brandýs n. Labem-Stará Boleslav, nádraží – Úvaly, žel. stanice
- 398 Černý Most – Poděbrady, železniční stanice
- 354 Černý Most – Nehvizdy

### Zastávky
V obci se nachází devět autobusových zastávek, z toho sedm je v části Jirny a dvě jsou v části Nové Jirny.
- Jirny
- Jirny, Zámek
- Jirny, Rozcestí
- Jirny, DHL
- Jirny, Logistický park
- Jirny, Luční
- Jirny, Kulturní dům
- Jirny, Nové Jirny I
- Jirny, Nové Jirny II

## Hospodářství
V Jirnech nedošlo po sametové revoluci, na rozdíl od většiny okolních obcí, k výraznější výstavbě rodinných domů. Nabídly však území svého katastru, které od zástavby odděluje dálnice D11, pro stavbu velkokapacitních skladišť firmou Lettenmayer & Partner. Nachází se zde mj. sklad obchodních řetězců Penny Market (REWE Group) a Globus, překladiště DHL a středoevropské distribuční centrum hraček Lego. Jirny tak využily blízkosti dálnice D11 v podobě zvýšených příjmů z komerční činnosti a snížení lokální nezaměstnanosti. V obci i nadále působí, v porovnání s předsametovou dobou v menší míře, zemědělské družstvo pod názvem Zemědělská obchodní společnost Šestajovice-Jirny, a. s. V obci také působí množství drobných podnikatelů a živnostníků ve službách, a to v oblasti pohostinství, autodopravy a autoopravy, zahradnictví, celoroční prodej živých sladkovodních ryb, kadeřnictví a kosmetiky.

### Služby
Kromě výše uvedených služeb se v obci po roce 1989 rozvinula také plná občanská vybavenost. V současnosti se v obci nachází mateřská škola, od roku 2013 v nově adaptovaném objektu, s kapacitou 128 dětí, a první stupeň (1.–5. třída) základní školy, která sídlí ve dvou sousedních objektech s celkovou kapacitou 255 žáků. K základní škole také patří školní družina pro 120 dětí a školní jídelna, která zajišťuje stravování i dalších občanů, převážně seniorů. Spádovou oblastí základní školy jsou obce Jirny, Nové Jirny a Šestajovice, ve školním roce bylo otevřeno jedenáct tříd, druhý stupeň je pak zřízen na Základní škole Šestajovice se stejnou spádovou oblastí. Od září 2018 se zde otevře druhý stupeň základní školy. Z dnešního prvního stupně se má do budoucna stát knihovna a první stupeň se má přesunout na novou budovu (2. stupně).[zdroj?]
V obci od roku 2007 působí také soukromé Centrum zdravotní péče Jirny. Centrum je umístěno ve středu obce v bývalém areálu statku, v blízkosti zastávky MHD Jirny. Zdravotní centrum zajišťuje široké spektrum preventivní i ambulantní zdravotní péče pro děti i dospělé v ordinacích praktických lékařů i specialistů, a také poskytuje rehabilitační péči.
V budově obecního úřadu sídlí pobočka České pošty, na úřadě jsou občanům poskytovány služby Czech POINTu. V obci je také obecní knihovna, roku 2012 rekonstruovaný kulturní dům, nákupní středisko, dvě restaurační zařízení a cukrárna. Ze sportovišť se v Jirnech nachází fotbalové a tenisové hřiště, dále tělocvična TJ Sokol Jirny, k bruslení a koupání je využíván i Návesní rybník, pro děti bylo soukromě zřízeno dětské hřiště v lokalitě Na Výsluní.
V životě obce se přičiněním jak zastupitelů, tak místních spolků a sdružení i jednotlivců podařilo navázat na bohatou tradici konce 19. století a první republiky. Obnovena a rozšířena byla činnost rozličných spolků, v obci vznikla občanská sdružení. Bohatý společenský život dnes probíhá formou plesů, koncertů, dětských dnů, poutě, oslav výročí a státních svátků, které jsou organizovány buď jednotlivými subjekty nebo v jejich spolupráci. V říjnu a listopadu roku 2012 pak byla v kulturním domě uspořádána krátkodobá výstava s názvem Jak se žilo v Jirnech, kde byl představen minulý život obce a jejích obyvatel. Pro účely výstavy byly zapůjčeny archivní dokumenty ze SOkA Praha- východ se sídlem ve Zdibech-Přemyšlení a též archeologická expozice Městského muzea v Čelákovicích.
O životě a dění v obci jsou občané pravidelně informování prostřednictvím obecního Jirenského zpravodaje, který vychází v nákladu 600 kusů (výjimečně 950 kusů) jednou měsíčně. Distribuován je zdarma na čtyři odběrová místa v obou částech obce. Při zvláštních příležitostech, jako jsou např. volby, je zpravodaj kusů distribuován zdarma do každé domácnosti. Jirenský zpravodaj vychází od července 2009 a navázal na tradici dříve nepravidelně vydávaného stejnojmenného periodika z 90. let 20. století. Jeho prostřednictvím jsou obyvatelé Jiren informování o činnosti Obecního úřadu a zastupitelů, mateřské i základní školy, místních spolků a sdružení a o kulturním a společenském životě.

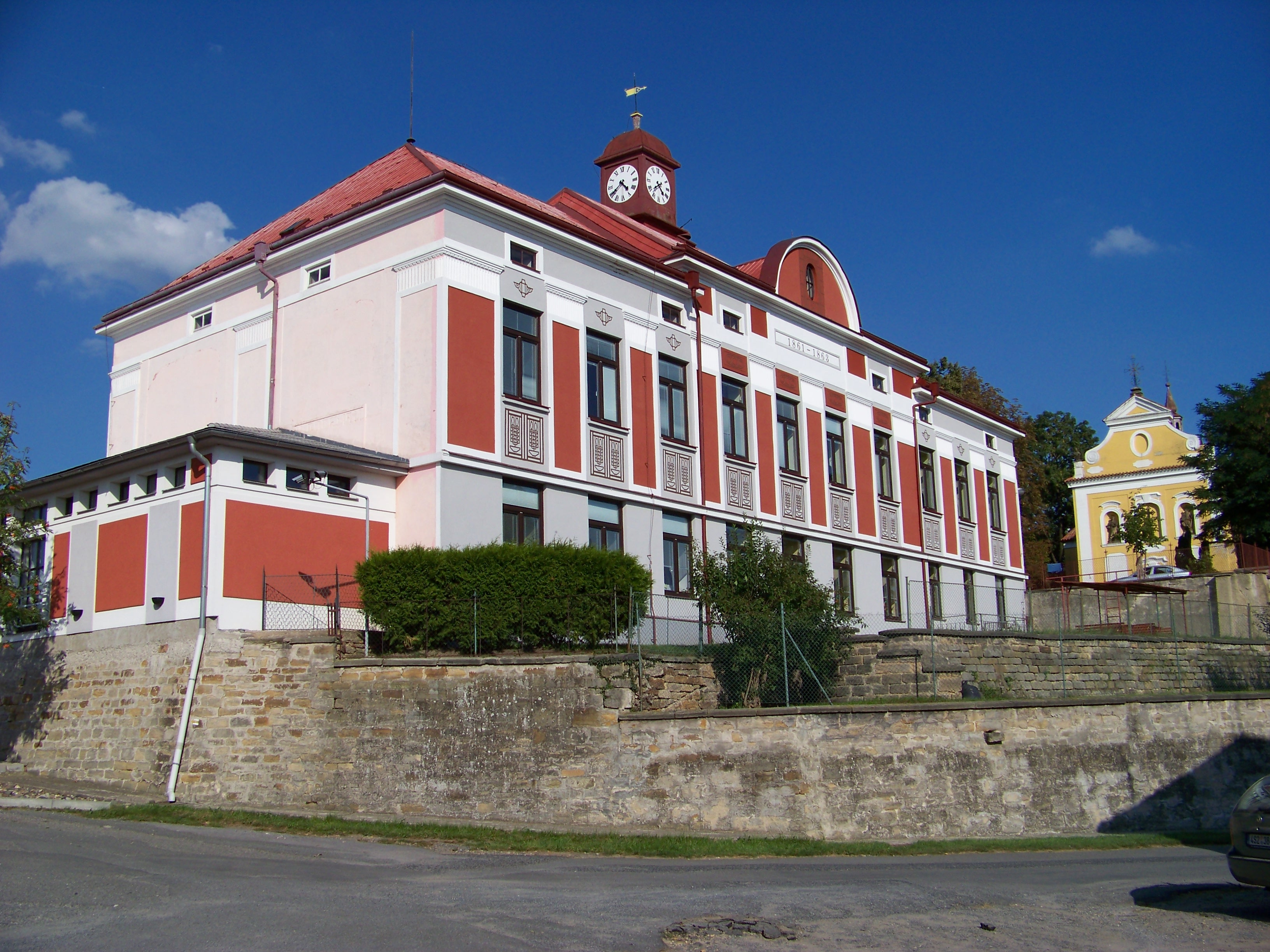
Škola a průčelí kostela svatého Petra a Pavla

## Společnost

### Farnost Jirny
Jirenská farnost se skládá z obcí Jirny, Nové Jirny, Klánovice a Šestajovice, duchovním správcem farnosti je ThMgr. Rafał Marcin Sulwestrzak, farnost spadá do III. pražského vikariátu pražské arcidiecéze. Farním kostelem je kostel sv. Petra a Pavla v Jirnech, kde jsou pravidelné mše slouženy každou sobotu v 17 hodin. K farnosti patří také filiální kaple sv. Rozálie v Nových Jirnech a filiální kostel Nanebevzetí Panny Marie v Praze-Klánovicích.
Jirenský kostel byl v roce 1384 farním kostelem brandýského děkanátu a platil 15 pražských grošů pololetního papežského desátku. V letech 1420–1622 v něm byly slouženy mše římského ritu i podobojí způsobou, po rekatolizaci pak pouze mše římskokatolické. Definitivní administrátor byl ustanoven v roce 1709.

### Tělovýchovná jednota Sokol Jirny
Jirenská sokolská jednota vznikla na ustavující schůzi 15. 9. 1905, prvním náčelníkem se stal Václav Skořepa. Dne 12. listopadu 1905 byla jirenská jednota přijata do sokolské župy Barákovy a přidělena ke III. okrsku Stará Boleslav (později Lysá nad Labem). Roku 1907 byla na dvoře hostince U Antošů zřízena sokolská tělocvična, do té doby cvičení probíhala v sále tohoto hostince, jelikož hostinský byl členem Sokola. Nová tělocvična, sloužící dodnes, byla zřízena roku 1920 adaptací hospodářských budov, poskytnutým jednotě bratrem MUDr. Čížkem, a to nákladem 191 016 Kč. V letech 1963–1964 byla sokolovna přestavěna do dnešní podoby.
Jirenští sokolové se kromě tělovýchovy věnovali také kulturnímu životu. Členové organizovali výlety, již roku 1906 se konal první sokolský ples, od roku 1905 členové pořádali divadelní představení. Zakládajícími členy bylo 21 jirenských občanů, největšího počtu členů dosáhla jednota v roce 1928 – tvořilo ji 283 jedinců, z toho 111 mužů, 44 žen, 8 dorostenců, 10 dorostenek, 36 žáků a 74 žaček.
Jednota dnes působí se statutem občanského sdružení a k 1. lednu 2009 sdružovala 140 členů. V majetku jednoty se kromě sokolovny nachází také park u nákupního střediska. Příjmy jednoty tvoří členské příspěvky, dotace od České unie sportu (dříve Český svaz tělesné výchovy) a obce a příspěvky od fyzických i právnických osob.

### Sportovní klub Viktorie Jirny
SK Viktorie Jirny je fotbalový klub, založený 27. září 1928. Fotbal se v jirenských obcích hrál ale již od roku 1919, kdy byl založen Dělnický sportovní klub Nové Jirny, který ale z finančních důvodů ukončil činnost již roku 1922. V Jirnech byl prvním fotbalovým klubem Rudá hvězda Jirny, založen roku 1927 při Federální dělnické tělocvičné jednotě, který ovšem rovněž kvůli nedostatku prostředků ukončil činnost roku 1935. První fotbalové hřiště bylo zřízeno na okraji obce na tzv. Špičce, kde dnes stojí nákupní středisko. První utkání se konalo již roku 1928 a Viktorie Jirny v něm porazila rezervu SK Sparta Nové Jirny 7:1. Roku 1930 hrál klub v V. třídě, na konci sezóny si vydobyl postup do I.B třídy, což byl první velký úspěch klubu. Roku 1937 bylo vybudováno nové fotbalové hřiště na místě dnešního kulturního domu, současné hřiště bylo zřízeno v roce 1948.
Fotbal se stal v Jirnech oblíbeným sportem. V současnosti má klub pět oddílů – Muži, Muži B, Dorost, Žáci a Minipřípravka, oddíl Mužů v sezóně 2013/2014 hraje Českou fotbalovou ligu (třetí nejvyšší fotbalová soutěž v ČR), po podzimní části obsadil třetí místo ligové tabulky. Klub se stal ve fotbalovém prostředí široce známým, když pětkrát odmítl postup z divize do ČFL a během tohoto období divizním soutěžím jasně dominoval (na svém stadionu 85× v řadě neprohrál, v sezóně 2012–2013 vytvořil rekord ziskem 85 bodů). Tyto úspěchy ale obestírá silné a ve fotbalovém prostředí obecně přijímané podezření, že k úspěchům klubu výrazně pomohla silná náklonnost rozhodčích.

### Sbor dobrovolných hasičů v Jirnech
Podnětem k založení jednotky dobrovolných hasičů v jirenských obcích byl požár, který roku 1881 poničil dvůr rolníka Františka Čížka. Dne 30. října 1881 byl na ustavující valné hromadě zřízen Dobrovolný hasičský sbor v Jirnech. Založen byl v počtu 21 činných a 17 přispívajících členů. Sbor při svém založení disponoval malou částkou 109 zlatých, od císaře obdržel podporu šedesát zlatých, další finanční prostředky poskytla Rosalie hraběnka z Wallernstädtu, majitelka zámku, za což byla odměněna čestným členstvím ve sboru.
Sbor byl zařazen do Župy mělnické a poprvé zasahoval u třech požárů v roce 1884. Roku 1904 pak hasiči přestoupili do nové Župy brandýské. V letech 1901–1903 byly pořízeny první stejnokroje pro tehdejších 56 členů sboru. V roce 1930 byl založen žákovský odbor, který měl následující rok již 21 žáků. Roku 1931 bylo oslaveno 50. výročí založení jednotky, která v té době měla 44 činných a 145 přispívajících členů. Roku 1955 se ustavila samostatná jednotka dobrovolných hasičů v Nových Jirnech, čímž došlo k rozdělení sboru na dva samostatné celky, a toto rozdělení trvá i dnes.
Jirenský sbor dobrovolných hasičů má dnes 54 členů, z toho 39 mužů, 10 žen a 9 dětí. Disponuje 5 vozy – rychlým zásahovým automobilem Opel Campo, dodávkou Volkswagen Transporter a třemi cisternovými automobilovými stříkačkami CAS K25 – LIAZ 101, CAS 32 – Tatra 815 a unikátní CAS 12 – Tatra 111, která je jediným dochovaným exemplářem tohoto typu cisternové stříkačky v okrese Praha-východ a jediná zásahuschopná v celé republice. Jirenský sbor je členem okrsku č. 6 Okresního sdružení hasičů Praha-východ a Sdružení hasičů Čech, Moravy a Slezska. Sbor je zařazen v zásahové kategorii JPO III/2, což znamená, že členy sboru nejsou profesionální hasiči a sbor je schopen vyjet v počtu dvou družstev do maximálně 10 minut po vyhlášení poplachu s dojezdem zpravidla do 10 minut, a to i mimo území zřizovatele (obce Jirny).
Roku 2007 získali František Antoš a Josef Koloc, dlouholetí členové jirenského sboru, nejvyšší vyznamenání Sdružení hasičů Čech, Moravy a Slezska – medaili Zasloužilý hasič.

### Junák - český skaut, středisko Br. Fandy Antoše Jirny
Skauting v Jirnech vznikl v roce 1938 založením družiny při oddíle Junáka v blízkém Zelenči. Již v roce 1940 byl ale český skaut protektorátními úřady rozpuštěn. Jeho činnost byla obnovena již roku 1945 a v Jirnech byl založen samostatný oddíl Junáka. Roku 1949 však byl skauting v Československu opět zrušen. Poté byl nakrátko obnoven v letech 1968–1970, kdy v Jirnech působil chlapecký oddíl. Plně byla činnost skautů obnovena opět roku 1989.
V současnosti[kdy?] působí v Jirnech středisko Br. Fandy Antoše s vlastní oddílovou klubovnou. Středisko se skládá z 1. chlapeckého oddílu Šíp se dvěma družinami, dále z 1. dívčího oddílu Střelka a 27. oddílu oldskautů. Středisko je od roku 2010 pojmenováno po Františku Antošovi, významné osobnosti nejen jirenského skautingu, ale obecního života vůbec, který zemřel 9. listopadu 2009.

### Ostatní spolky
Vlastenecko-dobročinná samostatná obec baráčníků Podlesí JirnyJirenská baráčnická obec byla založen roku 1937 v Nových Jirnech, během války byla jeho činnost, podobně jako u jiných spolků, zakázána a obnovena byla roku 1945. Baráčníci se v současnosti zaměřují na pořádání kulturních akcí, jako jsou plesy a taneční zábavy, přednášky či zájezdy. Jirenská obec má od roku 1937 vlastní kroje a od roku 1952 i prapor.
Myslivecké sdružení Jirny – Honební společenstvo Jirny-ŠestajoviceMyslivecké sdružení v Jirnech bylo založeno v 50. letech 20. století. Majitelem honitby o výměře 480 ha bylo Jednotné zemědělské družstvo Jirny, které ji sdružení pronajímalo. R 1962 byl zákonem nařízen povinný rozsah honitby na 500 ha. Proto došlo ke spojení jirenské (480 ha) a šestajovické honitby (490 ha) v jeden celek a také ke spojení mysliveckých sdružení v obou obcích. Současná honitba má výměru cca 1300 ha a je rozdělena dálnicí D11 na dvě části. Lovnou zvěří jsou bažanti, zajíci, srnčí zvěř a divoká prasata. Kromě odlovu provádí sdružení také zazvěřování a zimní přikrmování zvěře.
Místní organizace Českého zahrádkářského svazu v JirnechOrganizace ČZS byla založena roku 1962 původními 17 členy. Roku 1966 byla jednotná organizace pro obě jirenské místní části rozdělena na organizaci jirenskou a novojirenskou. Jirenská organizace toho roku měla 94 členů s 1 246 ary zahrad a základní jmění 4 201 Kčs. V současnosti je jejími členy 50 občanů. Organizace se mimo zahradnickou činnost na vlastních pozemcích zabývá také brigádami na obecních pozemcích, organizuje pro své členy tematické přednášky a zájezdy a ve spolupráci s mateřskou a základní školou pořádá výstavy výpěstků.
Základní organizace Svazu postižených civilizačními chorobami se sídlem v JirnechV této organizaci jsou sdruženi občané postiženi civilizačními chorobami (kardiaci, respirici, diabetici, onkologičtí pacienti, lidé s nemocemi ledvin, zažívání atd.) z obcí Jirny a Nové Jirny, Šestajovice a Zeleneč. Organizace umožňuje členům podílet se na veřejném životě společenském, kulturním i sportovním. Invalidním členům je poskytována asistence. Organizace pořádá pravidelné kondiční plavání, rehabilitační pobyty, osvětové přednášky, poznávací zájezdy, návštěvy divadel i vlastní kulturní akce.
Sdružení Českého rybářského svazu v JirnechJirenští rybáři zajišťují péči o Návesní rybník a také prodej povolenek pro sportovní rybolov na něm.
Občané obci Jirny a Nové JirnyObčanské sdružení vzniklo v roce 2009 s primárním cílem získat finanční prostředky na restaurování vzácných varhan v jirenském kostele. Sdružení také organizuje kulturní akce, jako jsou koncerty a mikulášská nadílka v kostele, a zajišťuje doprovodný program při jirenské pouti, která připadá na svátek sv. Petra a Pavla 29. června.
LivingSdružení vzniklo v roce 2009 za účelem podání žádosti o spolufinancování výstavby dětského hřiště v lokalitě nových rodinných domů Na Výsluní. Hřiště bylo zprovozněno v říjnu 2010. Sdružení dále pořádá kulturní a sportovní akce především pro rodiny s dětmi.
Sdružení Otevřených SrdcíZapsaný spolek byl založen v roce 2013 s cílem přispívat k formování veřejného prostoru a především regionu obce Jirny. Spolek v obci pořádá každoročně od roku 2013 dvě významné kulturní události. Jarní Koncert Otevřených Srdcí a podzimní Jirenské Srdcebraní. Na těchto kulturních akcích vystoupili např. Jožka Černý, Ondřej Havelka, Pavel Šporcl, Hradišťan a další. V roce 2016 se uskutečnilo po velmi dlouhé době divadelní představení souboru Divadla Pod Petřínem Balada z Hadrů. Spolek pokračuje v kulturní činnosti v obci s cílem přivést lidi opět k vnímání místa, kde žijí, k zájmu o veřejný prostor, krajinu a mezilidské soužití. Od roku 2015 je jedním z hlavních iniciátorů projektu 4múzy, který se snaží zlepšit komunikaci mezi spolky a společnými silami všech přivést k realizaci řadu projektů a nápadů vedoucích ke zlepšení kvality života v obci.

## Pamětihodnosti

### Zámek Jirny

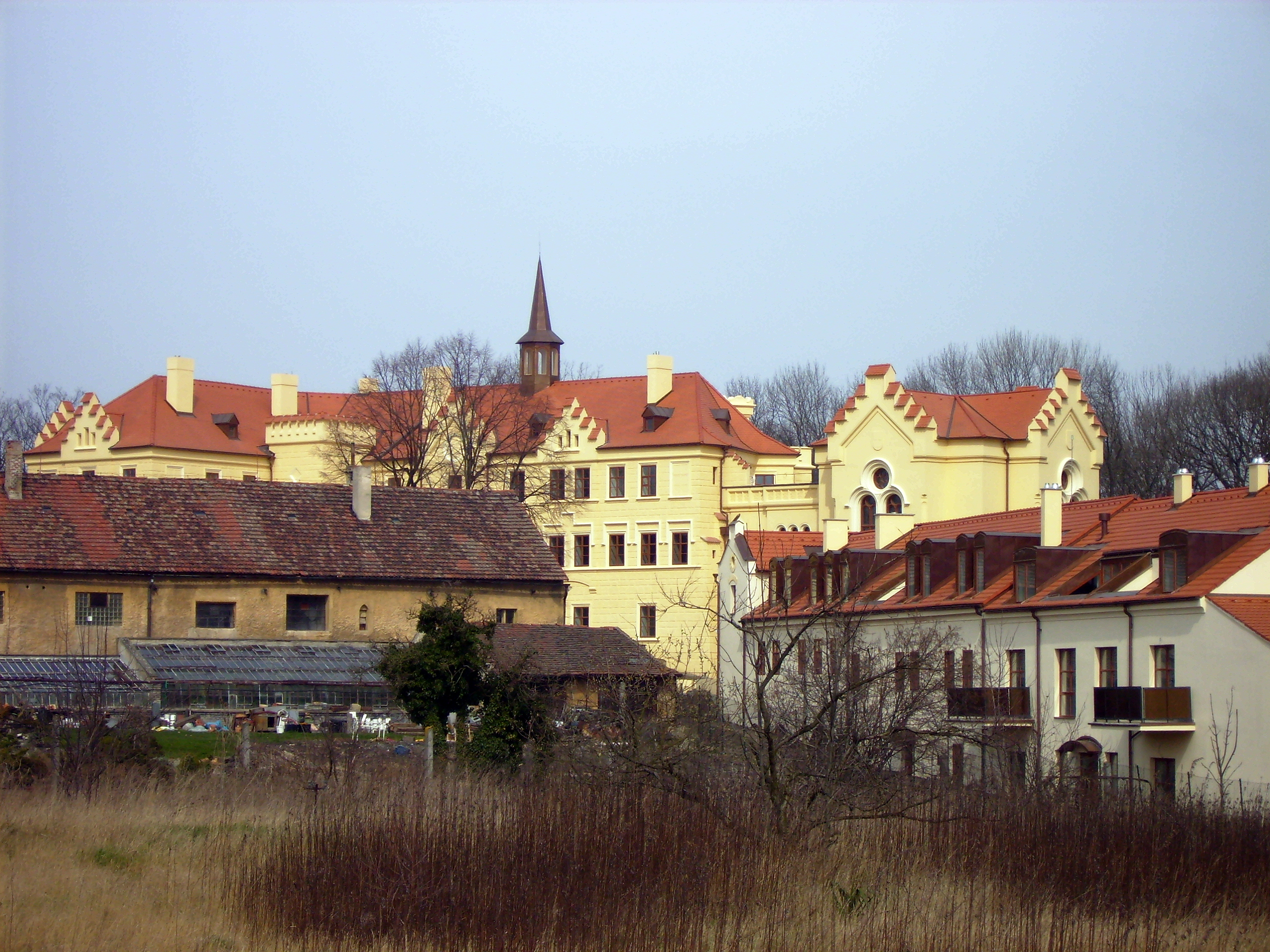
Jirenský zámek, pohled od západu

Jirenský zámek je tvrz přestavěná na zámek. Od čtrnáctého století bývala vrchnostenským sídlem drobného panství. V průběhu šestnáctého a sedmnáctého století byla postupně přestavována v renesančním a raně barokním slohu. Další úpravy pokračovaly v duchu vrcholného baroka, ale dochovaná podoba zámku je výsledkem dvou krátce po sobě následujících přestaveb v romantizujícím stylu, zejména novogotiky. Díky nim se v zámeckých budovách mísí prvky novogotiky s novorománským a novorenesančním slohem. Velkou uměleckou hodnotu má malířská výzdoba interiérů, jejímž autorem je Josef Matěj Navrátil. K zámku náleží také zámecký park o rozloze jedenácti hektarů.

### Kostel svatého Petra a Pavla
Farní kostel sv. Petra a Pavla je barokní stavbou z let 1728–1734, kdy byla k původnímu gotickému přesbytáři přistavěna barokní loď, a v této podobě se kostel dochoval dodnes. První zmínka o existenci kostela v Jirnech je z roku 1389. Kostel stojí na návrší uprostřed obce.
Gotický presbytář se skládá ze čtvercové základny ukončené pěti stranami pravidelného osmiúhelníka s žebrovou klenbou. Původně hrotitá okna byla při přestavbě opatřena půlkruhovým záklenkem. Zevně jsou ve dvou stranách patrná zazděná původní úzká okénka. Z levé strany k presbytáři přiléhá okrouhlá, kupolovitě sklenutá sakristie, spojená s mírně zalomeným portálkem. Loď z roku 1728 má obdélný tvar s plochým stropem. Je osvětlena dvěma širokými okny, třetí okno na čelní stěně je nyní zazděné. Fasáda kostela je barokně upravena, po obou stranách čelní zdi se nachází výklenky se sochami sv. Petra a Pavla. Volutový štít je ukončen zlaceným křížem.
Interiér kostela byl po sametové revoluci opakovaně vykraden, přičemž došlo k odcizení i několika movitých kulturních památek. Významným a cenným inventárním prvkem je renesanční pískovcová křtitelnice ze 16. století. Oltářní obraz sv. Petra a Pavla pochází z roku 1852 a je osazen na starším, barokním oltáři. Obrazy z roku 1892 na bočních oltářích zobrazují Pannu Marii a sv. Václava, jejich autorem byl Josef Mathauser.
Dominantou interiéru jsou varhany z roku 1869 z dílny pražského varhanáře Emanuela Štěpána Petra. Varhany mají pět rejstříků v manuálu a jeden rejstřík v pedálu. Vzhledem k tomu, že se varhany dochovaly v téměř intaktní podobě dodnes, jsou zapsány jako movitá kulturní památka. V současnosti jsou varhany ve velmi špatném stavu, probíhá finanční sbírka na jejich restaurování, kterou organizuje občanské sdružení Občané obci Jirny a Nové Jirny.
Kostel sv. Petra a Pavla je od 3. 5. 1958 kulturní památkou.

### Zvonice
Samostatně stojící barokní zvonice v těsné blízkosti kostela byla postavena v roce 1714 na místě původní dřevěné, později kamenné zvonice ze 14. století. Vizuálně tvoří s kostelem jeden stylový celek. Zvonice má podobu zděné patrové stavby se čtvercovým půdorysem o straně 5,5 m, rám dveří je pískovcový, střecha zvonice je průnikem čtyřbokého a osmibokého pravidelného jehlanu.
Ve zvonici jsou zavěšeny dva renesanční zvony, které byly umístěny i v dřívější gotické kamenné stavbě. Větší zvon Petr byl ulit roku 1562 v dílně pražského zvonaře Brikcího z Cimperka. Zvon má hmotnost 1000 kg a zdobí jej reliéfy s biblickými výjevy a citáty. Dokladem o datu a určení zvonu do Jiren je nápis „Léta 1562 tento zvon slit jest pro čest chválu boží k sv. Petru v Jirnách nákladem vší obce téhož záduší“, o identitě zvonaře svědčí latinský nápis „Briccius: Pragensis auxilio divino me fecit“, v českém překladu „Brikcí Pražský s pomocí Boží mne zhotovil“. Menší zvon Pavel byl ulit v dílně téhož mistra roku 1563 a na jeho zhotovení přispěli obyvatelé vsi Žák, spadající do jirenské farnosti, která zanikla během třicetileté války. Zvon váží 700 kg a má podobnou reliéfní výzdobu s biblickými výjevy a citáty, jako zvon Petr. Oba historické zvony měly být za první světové války zabaveny, ale díky svému historickému významu a ceně, na něž poukázal prof. Justin Václav Prášek, byly uchráněny. Ke druhému, úspěšnějšímu zabavení došlo za druhé světové války, kdy byla zabaven a do skladu na pražských Maninách převezen menší zvon Pavel, který byl ale zásluhou pracovníka skladu z Klánovic, tedy z jirenské farnosti, opět zachráněn.

### Drobné památky

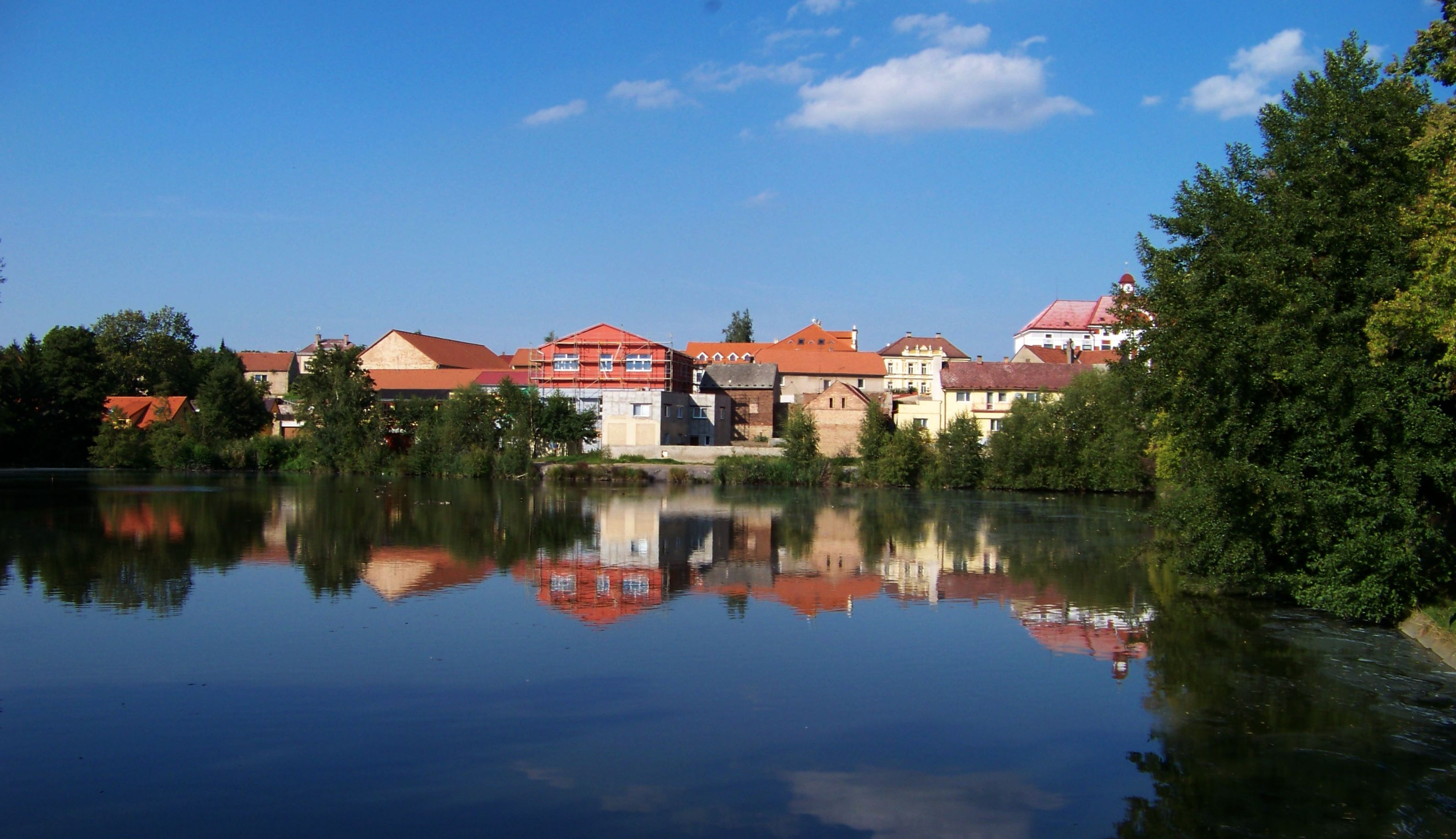
Návesní rybník od jihozápadu

V obci lze nalézt celkem deset dochovaných drobných památek: 6 křížů, 1 kapličku, 1 sochu, 1 pamětní desku a 1 památník. Ačkoli jsou jejich původci většinou anonymní, lze se domnívat, že jimi byla především vrchnost a farnost, samotní obyvatelé či obec pouze výjimečně.
Litinový kříž z roku 1818Kříž byl původně umístěn u starého kravína, roku 1997 byl přemístěn a restaurován na náklady fy REWE, dnes jej nalezneme u skladu firmy na ulici Družstevní. Na betonové základně je vysoký pískovcový hranolový sokl. Na východní stěně soklu je tesaný nápis „LÉTA PÁNĚ / 1818“, na západní stěně pak špatně čitelný nápis v latině, obsahující chronogram 1818. Sokl nese komolý jehlancový pilíř a do něj je zapuštěn samotný litinový kříž.
Litinový křížKříž se nachází na okraji obce, u dálnice D11. Datace současného kříže není známa, rozbitý kříž byl opraven roku 1923 jirenským občanem Františkem Skálou. Na stejném místě však nějaký kříž stál již na konci 18. století. Současný kříž je tvořen pískovcovým podstavcem a dříkem a litinovým, velmi zdobným křížem s Kristem a nápisem INRI na příčném břevnu.
Kříž U Svatého TadeášeLokalita zvaná U svatého Tadeáše se nachází na jihovýchodním okraji obce, na rozcestí k Nový Jirnům a Horoušanům. Původně na tomto místě stávala socha sv. Tadeáše, která byla roku 1969 přemístěna ke kostelu, kde stojí i dnes. Na jejím místě byl postaven litinový kříž s Kristem, a to na náklady obce Jirny a p. Františka Hausdorfa. Pískovcový sokl nese nápis „OBNOVENO / L. P. 1998“.
Kříž u kostelaLitinový kříž s Kristovým korpusem a nápisem INRI na příčném břevnu je zasazen do pískovcového podstavce. V čelní stěně podstavce je patrný zahloubený obdélník po dnes chybějící nápisové desce, které nesla nápis „Věnováno památce našich milých osadníků, kteří na starém hřbitově odpočívají“. Kříž byl vztyčen z iniciativy jirenského faráře Václava Brabce. Od 3. května 1958 je kříž nemovitou kulturní památkou.
Kříž manželů HellbergovýchJak název napovídá, donátorem tohoto kříže v blízkosti kostela byl Hugo Hellberg, úředník na jirenském velkostatku, a jeho manželka Anna. Tento kříž nahradil původní dřevěný kříž z roku 1876, který stával na stejném místě. Současný kříž je zhotoven z bílé žuly a stojí na pískovcovém podstavci. Ve spodní části těla kříže je v zahloubeném obdélníku nápis „KE CTI A CHVÁLE / BOŽÍ / VĚNOVALI MANŽELÉ / HUGO A ANNA / HELLBERGOVI / 1900“.
Centrální hřbitovní křížTento kříž je tvořen pískovcovou základnou i soklem s datační destičkou s letopočtem 1885, a litinovým křížem s korpusem Krista a nápisem INRI. Do základny kříže byly později osazeny dva žulové pylony. Kříž byl postaven spolu s novým hřbitovem na okraji obce poté, co starý hřbitov u kostela přestal dostačovat (v upomínku na starý hřbitov byl u kostela farářem V. Brabcem vztyčen jiný kříž).
Socha svatého Judy TadeášeSocha sv. Tadeáše z roku 1860 dnes stojí na prostranstvím před kostelem, původně však byla (nebo její předchůdkyně) umístěna na místě dnešního kříže v lokalitě zvané U Svatého Tadeáše. Celopískovcová socha i s podstavcem byla ke kostelu přemístěn v roce 1969 z podnětu tehdejšího jirenského faráře. Na čelní straně pilíře je osazena mramorová deska s chronogramem "SanCto ThaDDeo* / FranC LeDerer / CVratVs", což dokládá její postavení roku 1860 knězem Františkem Ledererem.
Pamětní deska obětem světových válekDeska pochází z roku 1947 a je připevněna na fasádě sokolovny, v upomínku na padlé členy jirenské sokolské obce v obou světových válkách. Deska je zhotovena ze světlého travertinu, na které je bronzová nápisová deska s textem „NA VĚČNOU PAMĚŤ, OBĚTEM / NAŠÍ JEDNOTY, SVĚTOVÝCH VÁLEK / 1914–1918 / BR. V FORMÁNEK / BR. J. HÁJEK / BR. F. PILÁT / BR. F. TYKVA // 1939–1945 / SES. M. JEŘÁBKOVÁ / BR. ING. C. KOPECKÝ / BR. K. MANSFELD / BR. MUDR. J. SKÁLA– / –ROSENBAUM“. Od svého osazení nebyla deska opravena, což se projevilo na rozrušení travertinového povrchu a znečištěním stékající patinou z bronzové desky.
Památník obětem světových válekPamátník z roku 1923 se nachází v blízkosti kostela u cesty na Úvaly. Proveden je jako zděný pětinásobný obelisk, středový nejvyšší komolý hranol nese nápisové desky, a to trikolorou rámovanou mosaznou desku s nápisem "MÍSTNÍM / VOJÍNŮM / PADLÝM / VE / SVĚTOVÉ / VÁLCE / 1914–1918" a tmavou žulovou desku s nápisem "OBĚTEM VÁLKY 1939–1945" na severní straně, na jižní straně pak mosazný reliéf věnce se stuhami s nápisem „VĚNUJÍ OBČANÉ // VELKO– A NOVOJIRENŠTÍ“. V levém dolním rohu na jižní straně je v omítce vyryto jméno stavitele „J. SAK“. Památník byl původně věnován památce 28 padlých a 9 nezvěstných občanů obou jirenských obcí v první světové válce. Postaven byl nákladem 10 800 Kč Výborem pro postavení pomníku a slavnostně odhalen 6 července 1923. V polovině devadesátých let 20. století byla k původní desce přidána deska žulová v upomínku obětem druhé světové války, kterou zhotovil novojirenský občan František Hausdorf.
Zaniklé památkyV Jirnech se v minulosti nalézaly i další drobné památky, které se však do současnosti nedochovaly. Šlo o dva kříže, z nichž jeden zanikl zřejmě v roce 1861 při stavbě školy, případně byl přesunut ke kostelu na místo dnešního kříže manželů Hellbergových, o druhém kříži není mimo fakt, že šlo o kamenný kříž s podstavcem známo nic bližšího. Oba jsou vyznačeny na mapách 1. vojenského mapování a na mapách stabilního katastru. Rozsahem i významem větší byla výklenková kaplička sv. Jana Nepomuckého, která stávala na návsi na rozcestí na Šestajovice a Brandýs nad Labem. Ke kapličce byl později přistavěn dům čp. 89. Kaplička zanikla v červenci roku 1919, dřevěnou 71 cm vysokou sochu světce zachránil jirenský kovár František Novák, který ji ve třicátých letech 20. století věnoval do sbírek brandýského muzea.

## Osobnosti

### Rodáci
- Johann Baptist Čžjžek (1806–1855), první profesionální český geolog
- František Antoš (23. 2. 1924 – 2. 11. 2009), jirenský rodák a patriot. Jeho rodině patřil jirenský hostinec U Antošů, centrum společenského a kulturního života. Sám se vyučil číšníkem a absolvoval hotelovou školu. Byl členem místního zahrádkářského spolku, také dobrovolný hasič, Junák a na obecním životě se výrazně podílel i mimo tyto organizace. Roku 2004 mu bylo uděleno čestné občanství Jiren, roku 2007 medaile Zasloužilého hasiče Sdružení hasičů Čech, Moravy a Slezska.
- František Výborný (* 1953), hokejista působící v 70. a 80. letech, v současnosti působí jako hokejový trenér. Narodil se a žije v Jirnech. Je tchánem hokejisty Jaroslava Hlinky a otcem hokejisty Davida Výborného.
- Václav Sůra (* 1965), český polárník, účastník Expedice Bergans Bajkal 2010, při níž s polárníkem Pavlem Blažkem jako první Češi přešli na délku zamrzlé jezero Bajkal, a několika dalších polárních expedic (Český lyžařský přechod Špicberk, Grónsko 99, Grónsko Ultima Thule, Ny-Ålesund).

### Osobnosti spjaté s obcí
- Josef Navrátil (1798–1865), známý krajinář a malíř-dekoratér. Podílel se na výmalbě několika zámků v Čechách. Vrcholem jeho tvorby je pak výmalba zámku v Jirnech, kterou provedl po roce 1855 na přání tehdejší majitelky, Rosalie hraběnky z Wallernstädtu. Při výmalbě zužitkoval dojmy a zkušenosti, které načerpal při svých četných cestách po Evropě. V duchu tzv. Zimmerreise vymaloval působivý salon zvaný Alpský pokoj, jehož výmalba evokuje pohled na Solnou komoru. Navrátilova díla v 50. letech restauroval Bohuslav Slánský a své poznatky publikoval v kratší stati z roku 1956 a spolu s V. V. Štechem v monografii Josef Navrátil – Jirny z roku 1958.
- Jiří Sovák (1920–2000), český herec. Do Jiren jezdil v dětství za rodinou, žila zde jeho babičky z matčiny strany, a také pět jeho strýců.
- Milan Drobný (* 1944), český zpěvák a hudební producent. Žije v Jirnech.
- František Procházka (1911–1975), architekt. Projektoval a stavěl zdejší kulturní dům. Vyráběl a maloval kulisy k jednotlivým divadelním hrám, jako Lucerna či Strakonický dudák. Letní divadelní hry se konaly v místním zámeckém parku.
- Edith Templeton (1916–2006). Spisovatelka se narodila jako Edith Passerová v Praze, první čtyři roky života prožila s matkou ve Vídni, poté se rodina vrátila do Čech a žila v Praze a na jirenském zámku. Rodině Passerových zámek patřil v letech 1910–1930, Edithin pradědeček byl Jakub Wagner, syn Kláry a Martina Wagnerových, kterým zámek patřil v polovině 19. století. Edith absolvovala pražské francouzské lyceum a začala na univerzitě studovat medicínu. Studium však přerušil začátek druhé světové války a Edith odešla do Anglie, kde se vdala za Williama Stockwella Templetona. V Británii pracovala za války na ministerstvu obrany a u vrchního polního lékaře britské armády, po válce v hodnosti kapitánky britské armády tlumočila z němčiny do angličtiny u německých válečných soudů. V roce 1956 se podruhé provdala za lékaře Edmunda Ronalda, který se stal osobním lékařem nepálského krále. V Indii se tak díky práci svého muže Edith seznámila s dalajlámou a s Džaváharlálem Néhrú. Po návratu do Evropy pobývala v různých městech, závěr života prožila v Bodigheře na italské Riviéře. Edith Templetonová se proslavila jako spisovatelka, ve svých dílech čerpala z osobních zážitků. První povídku, psanou německy, vydala jako desetiletá v Prager Tagblattu. První román s názvem Summer in the Country (Léto na venkově) vydala roku 1950 v Británii a již je napsaný v angličtině. Většina jejího díla se váže na české prostředí, ať na Prahu nebo na Jirny, které se v jejích dílech objevují s německou variantou jména jako Kirna. Život na jirenském zámku je tématem její prvotiny Summer in the Country. Jirenský zámek je v něm vykreslen jako obdoba Kafkova zámku ze stejnojmenné novely, do něhož je těžké se dostat, ale těžší je ho opustit. O životě v Jirnech vypráví Templeton také v kratších povídkách, které psala pro The New Yorker. Ve Švédsku je díky jejímu dílu jirenský zámek známý stejně jako imaginární zámek Kafkův. Jejím nejslavnějším dílem se stal autobiografický román Gordon z roku 1968, který vydala pod pseudonymem Louise Walbrook. V románu popisuje své setkání s psychiatrem Robertem Gordonem v poválečném Londýně a jejich sexuální aféru. Ačkoli se jedná o dílo spíše psychologické než erotické, ve své době bylo považováno za velmi pobuřující, neboť Templeton jej pojala jako upřímnou osobní zpověď o vývoji a konci milostného vztahu. Román Gordon vydala pod svým pravým jménem až v roce 2003.

## Fotogalerie

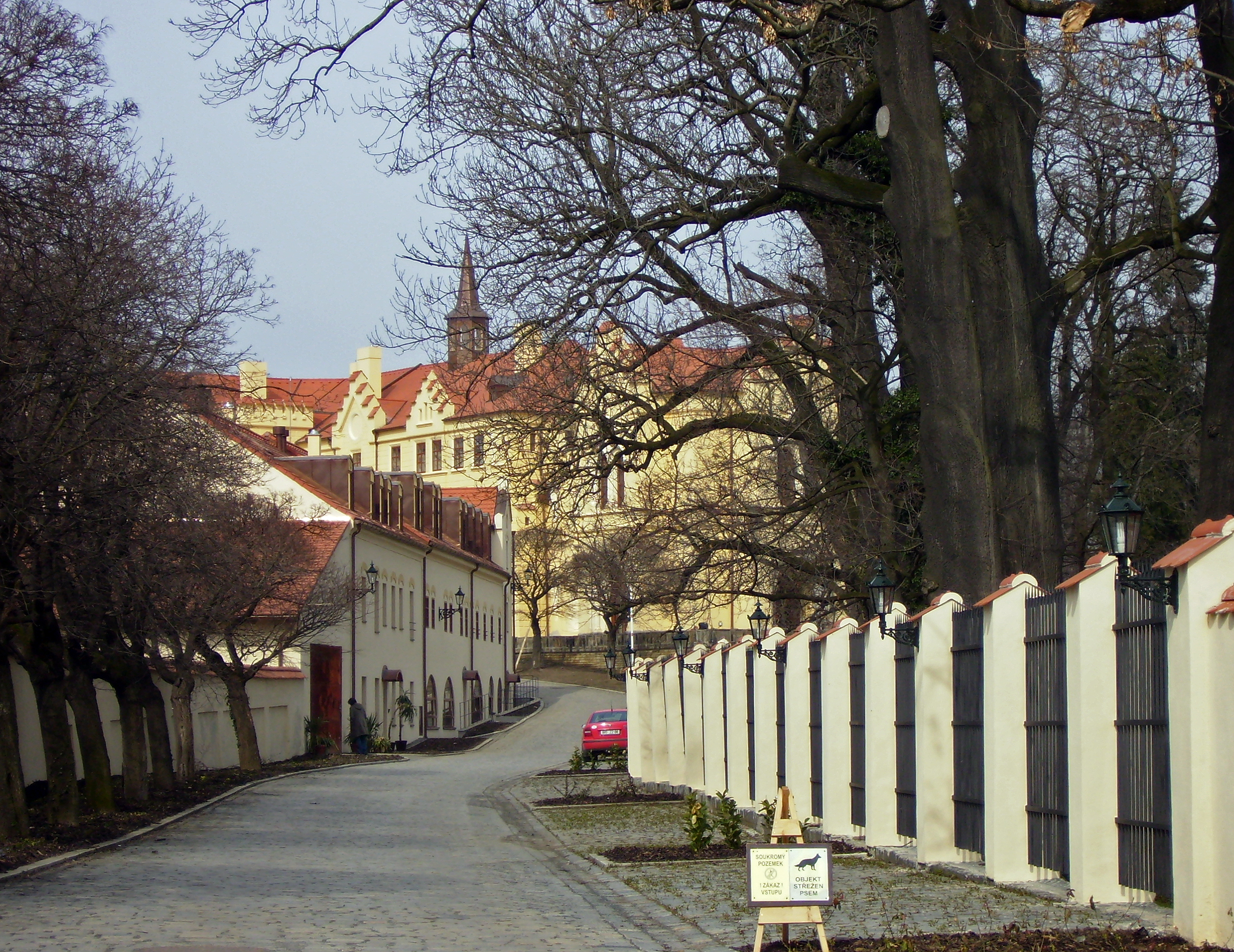
Zámek v Jirnech
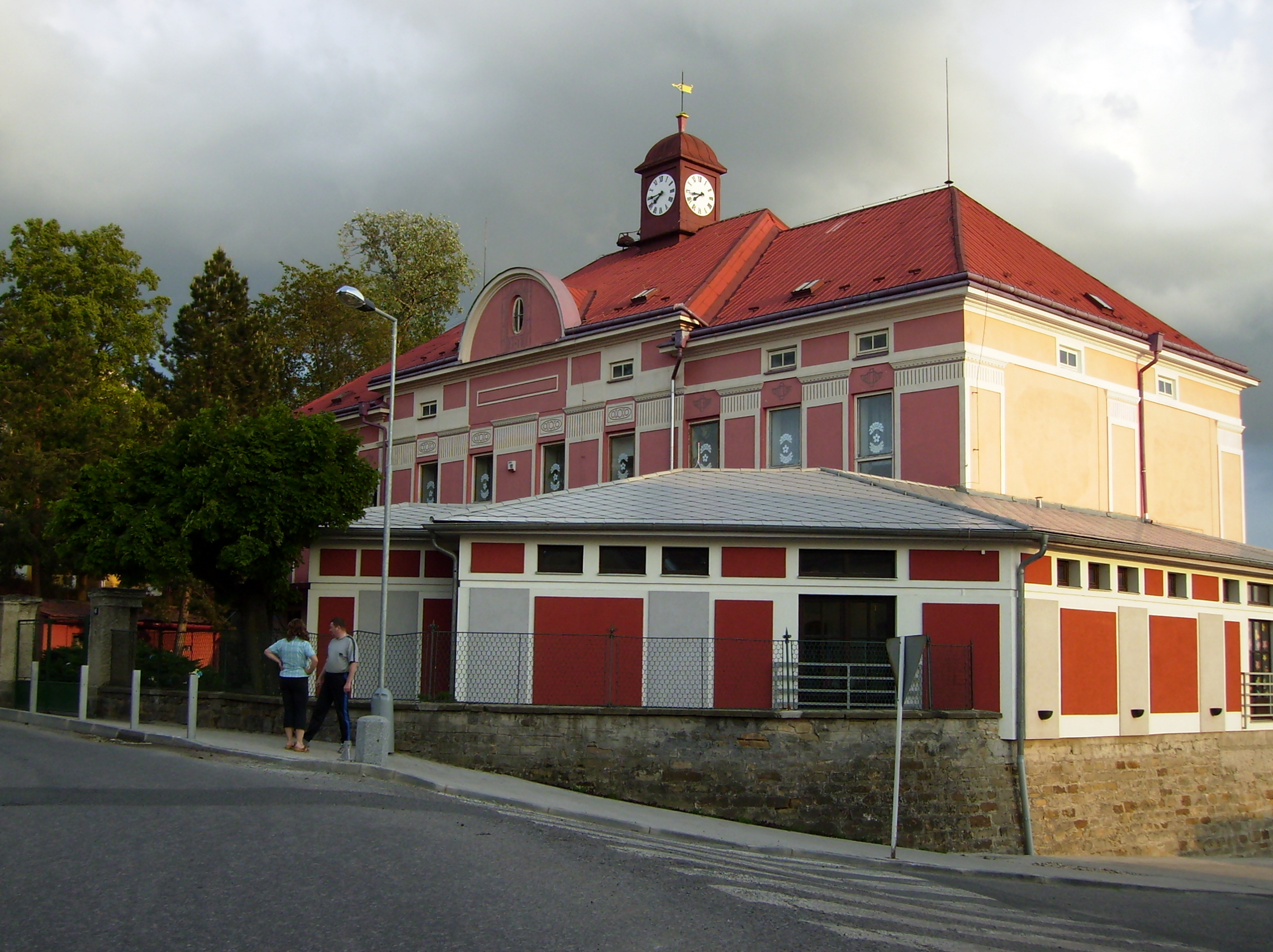
Budova školy v Jirnech
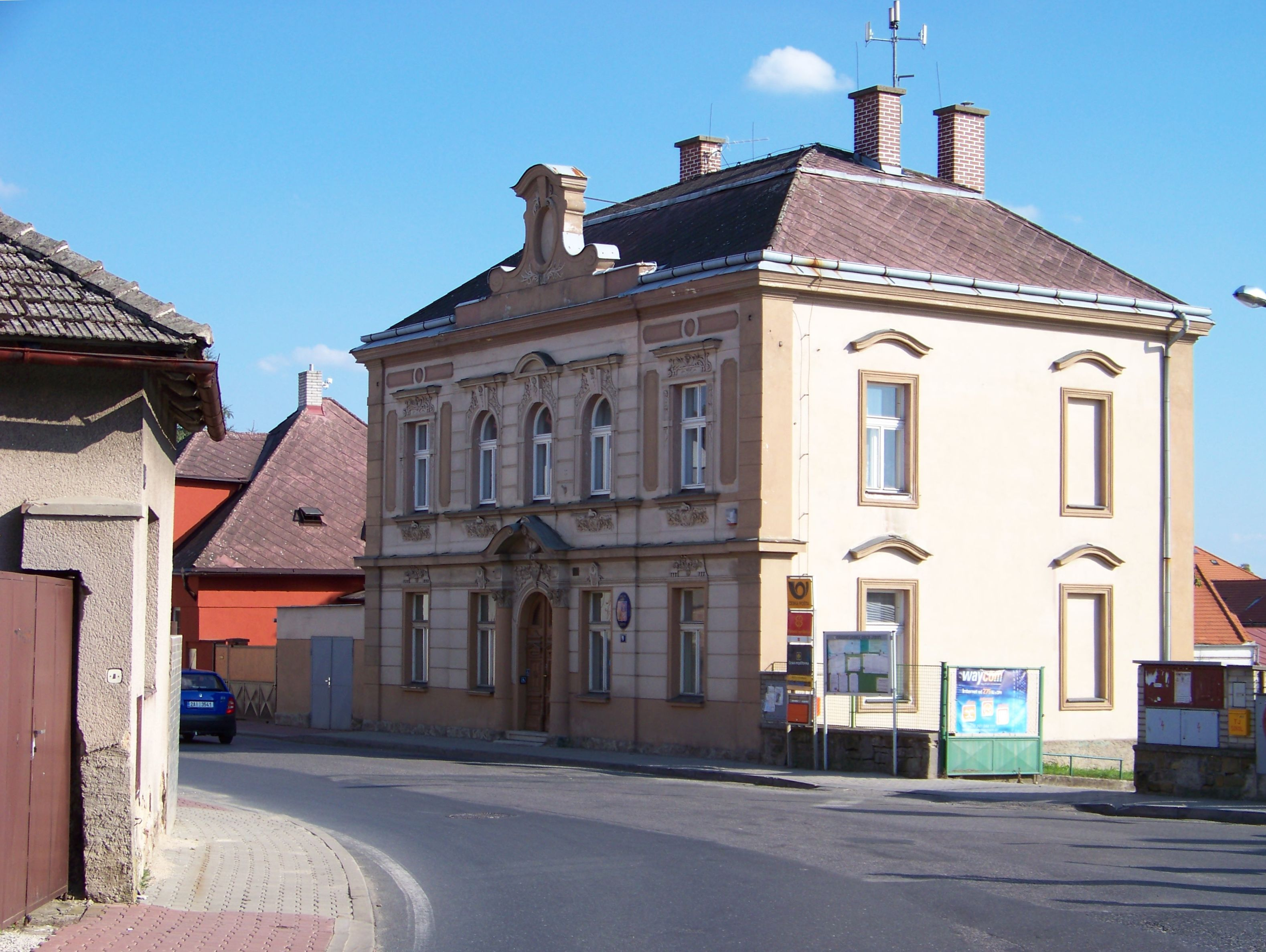
Obecní úřad
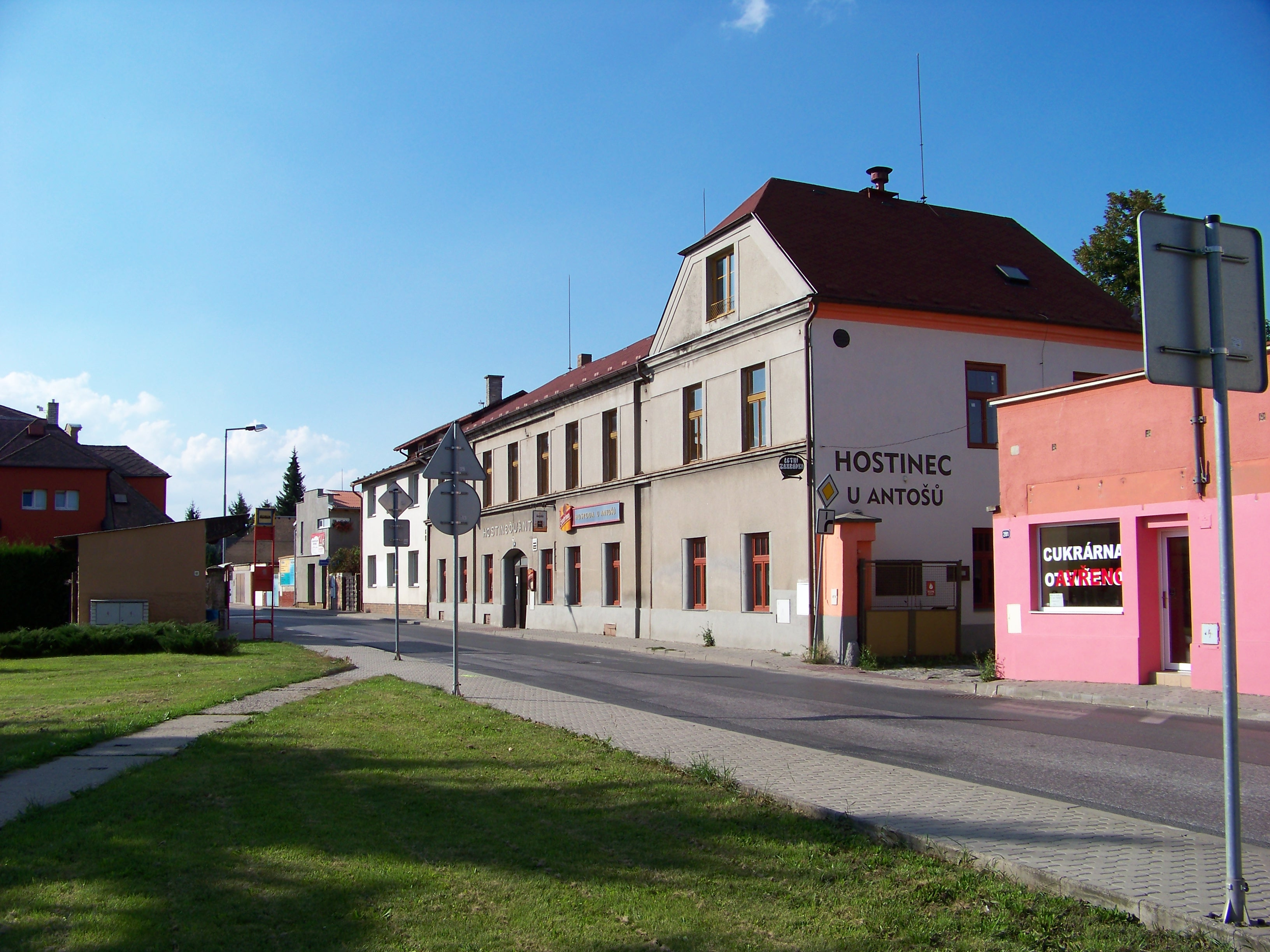
Brandýská ulice s hostincem U Antošů
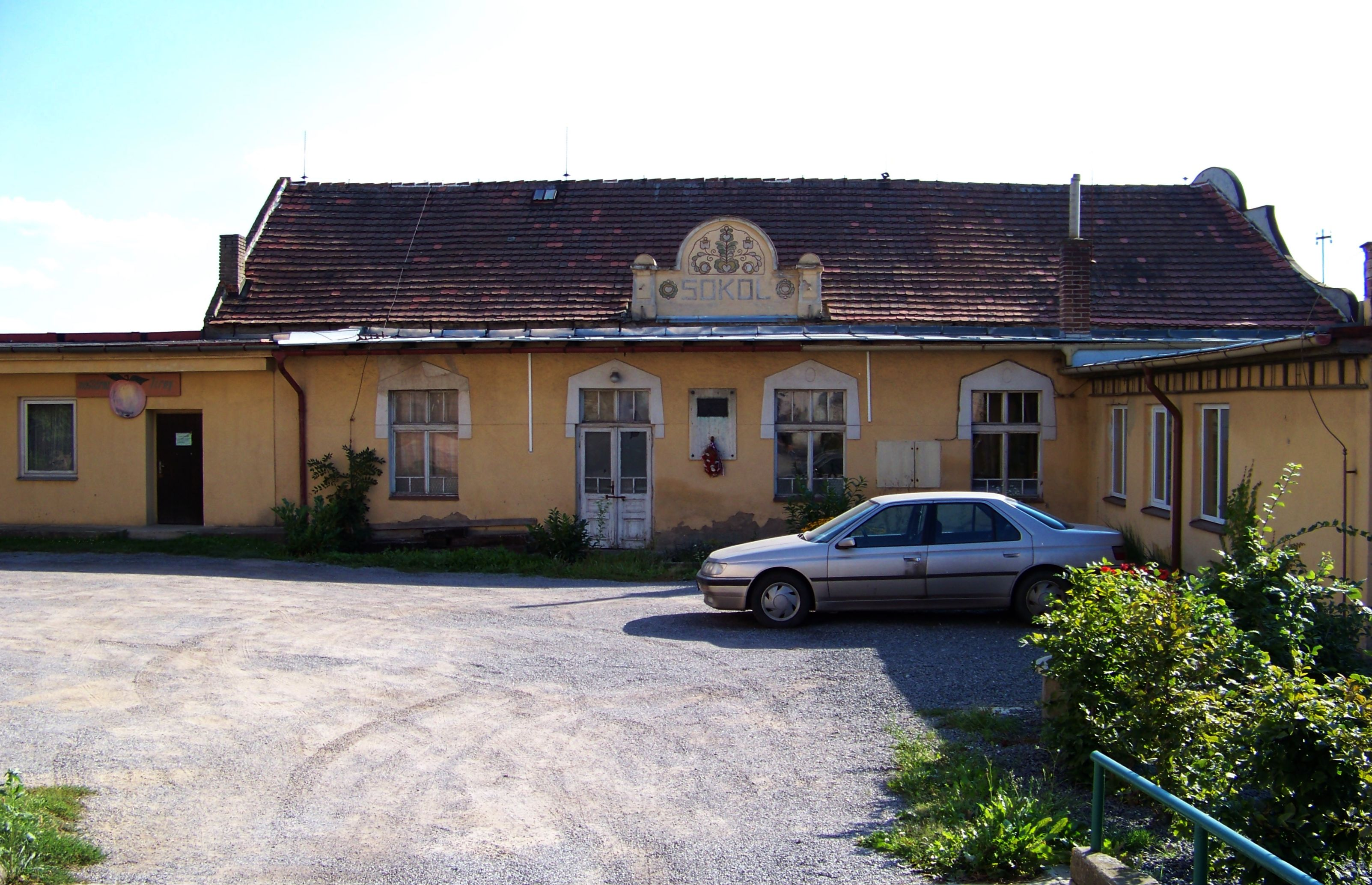
Sokolovna
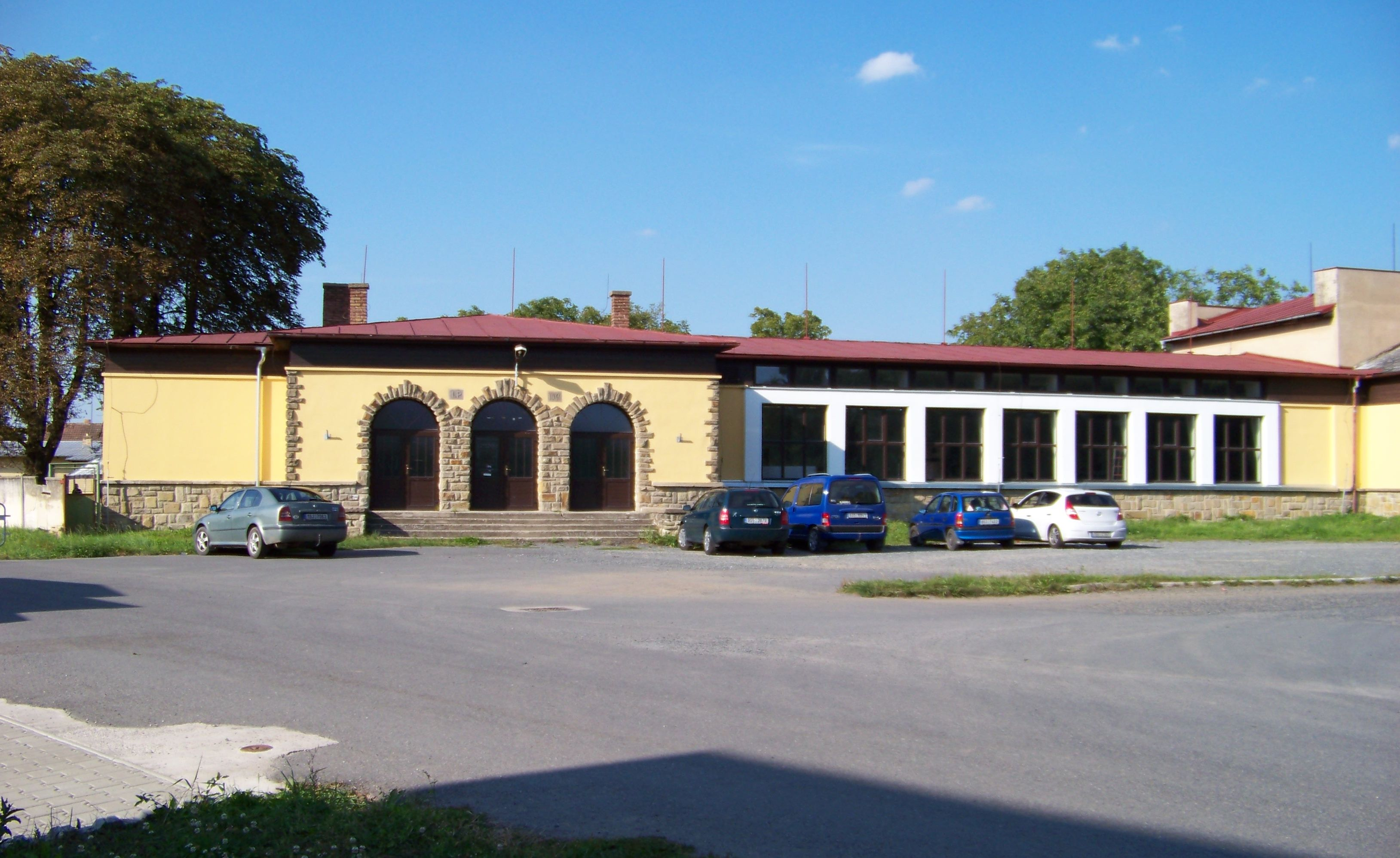
Kulturní dům
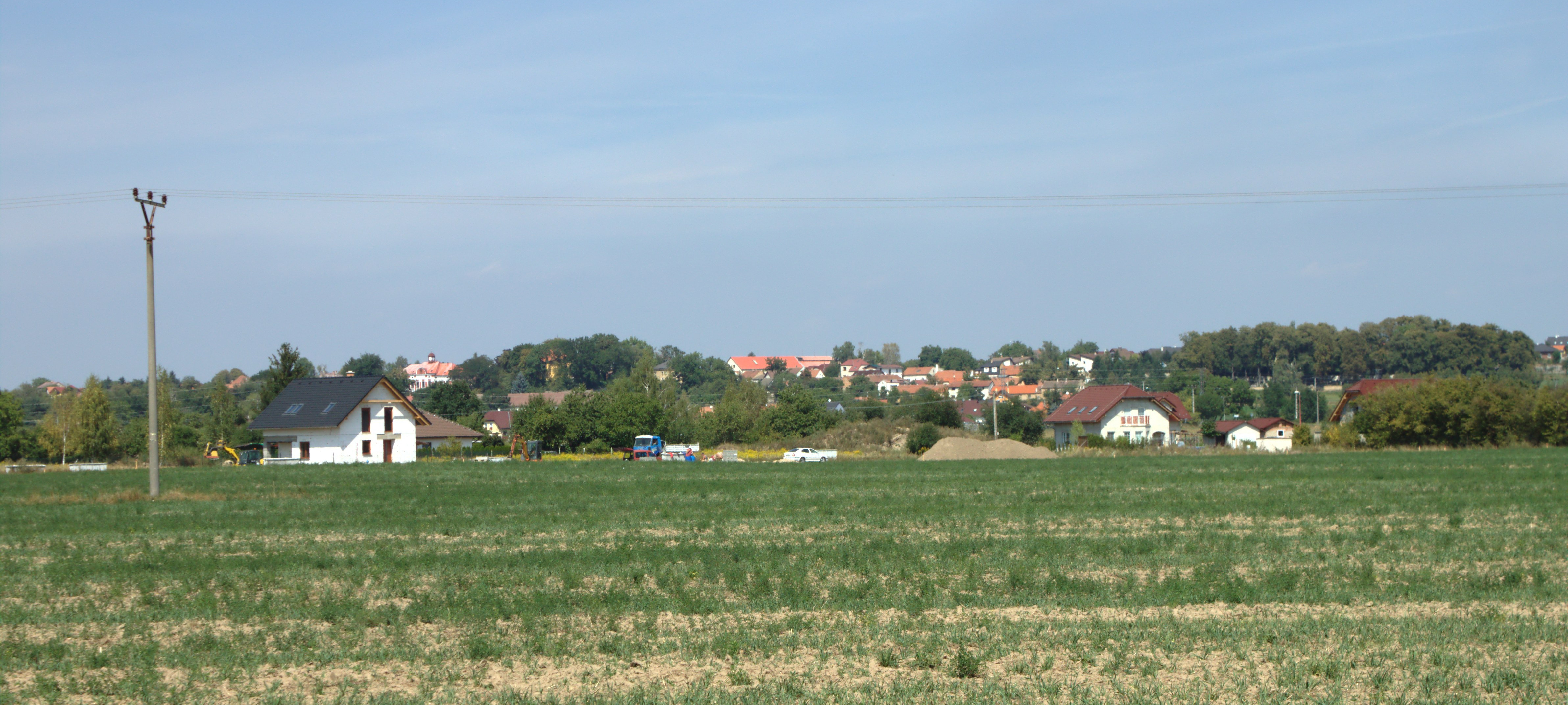
Pohled na Jirny od Nových Jiren
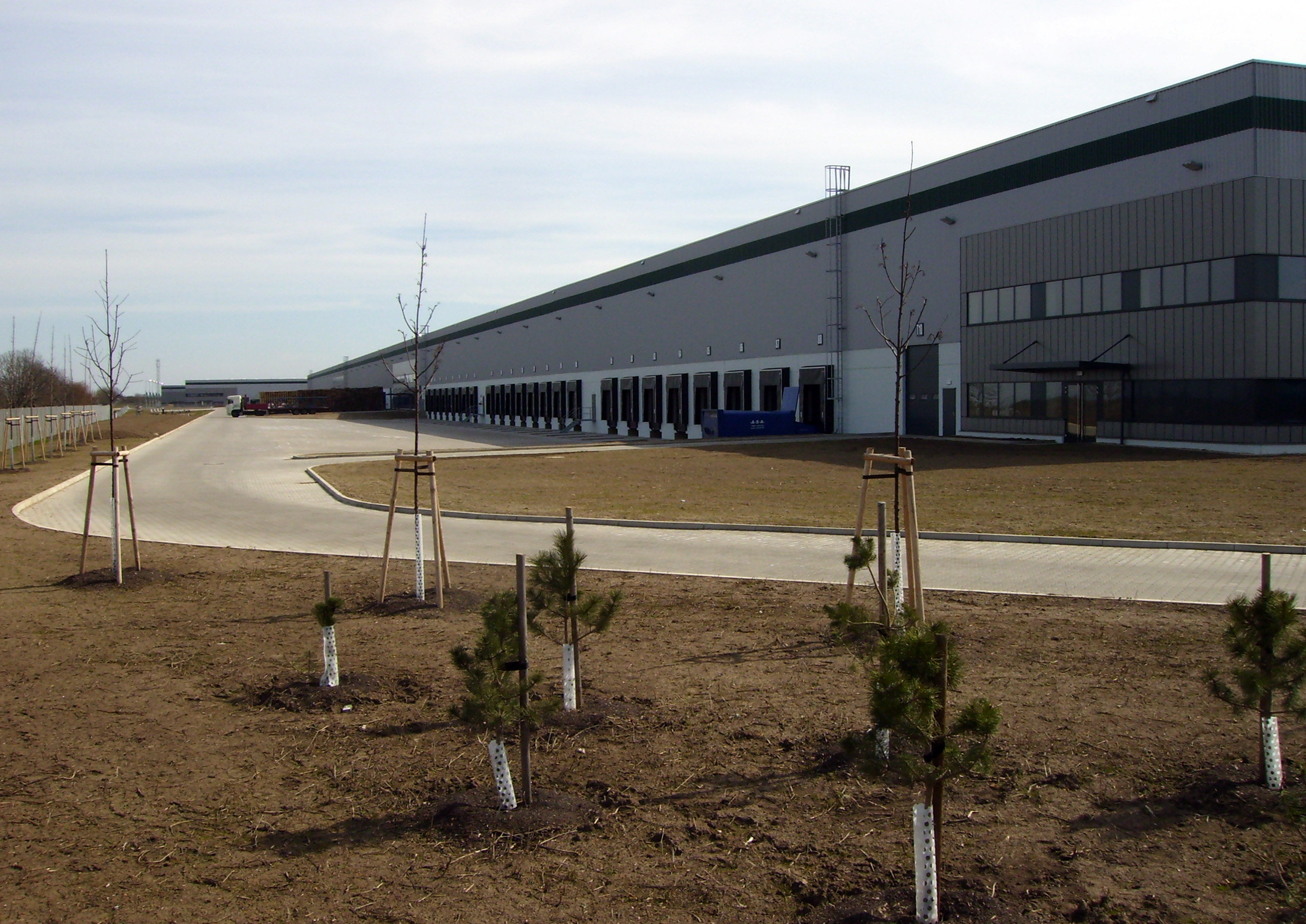
Skladový areál u Jiren mezi dálnicí D11 a silnicí II/611